# Kiosques du tramway de Genève
Les kiosques du tramway de Genève sont des édicules bâtis à certains arrêts du réseau des tramways de Genève en Suisse. Ils ont été nommés de manière variable au cours du temps : station, station-abri, kiosque-abri, kiosque, aubette. 
La spécificité de ces bâtiments est de combiner plusieurs objectifs : abri protégeant des intempéries, salle d'attente, billetterie, toilettes publiques, kiosque à journaux, cabine téléphonique ou boutique de fleurs. Parfois des locaux techniques non accessibles au public en font partie, par exemple un transformateur électrique ou un local pour le personnel.
Avec le temps, la plupart de ces bâtiments ont perdu leurs liens avec les tramways et de manière générale avec les transports publics.

## Historique

### Essor et besoins des compagnies de tramway

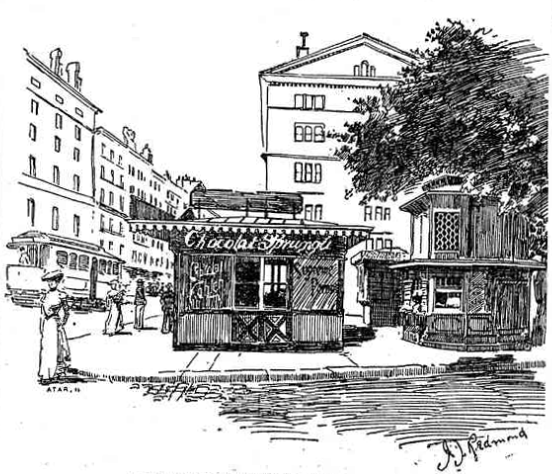
«Enlaidissement» du Molard, 1902.

De 1862 à 1905, plusieurs compagnies de tramways voient le jour et plus de 125 kilomètres de voies sont posées. On passe aussi progressivement de la traction équestre à la traction électrique, dès 1894. Ce développement impose des infrastructures : plusieurs petits bâtiment sont érigés, surtout aux terminus des lignes. Ce sont des « gares » et des « stations », empruntant leurs noms au vocabulaire ferroviaire. D’autres bâtiments apparaissent pour les besoins des voyageurs : des vespasiennes et autres toilettes publiques, des colonnes d’affichage, des kiosques à journaux, à fleurs ou encore à fruits. Des transformateurs et des « colonnes téléphoniques » s'y ajoutent. 
Des abris regroupant plusieurs de ces fonctions sont construits dès la fin du XIXe siècle. Ils ne font pas que des heureux : en 1898, un commentateur s’en prend avec virulence et à plusieurs reprises dans le Journal de Genève à ce qu’il nomme « enlaidissement de la ville » à Bel-Air, à la Fusterie, au Molard. La rédaction dit recevoir de nombreuses lettres allant dans le même sens,.
Douze kiosques ont été construits durant la première moitié du XXe siècle, ils présentent une certaine homogénéité et sont au cœur de cet article. Quatre ont disparu : Bel-Air, Molard, Jonction et Cornavin. Un cinquième a été remplacé par de nouvelles constructions en 1980 au rond-point de Plainpalais. Les sept kiosques restants, construits entre 1915 et 1949, sont nommés ici « kiosques historiques ».
Plusieurs abris ont été réaffectés ou détruits dans le cadre du démantèlement du réseau de tramways dans les années 1950, seule la ligne 12 existe encore en 1969. Ceux qui restent, comme le kiosque de Rive et celui de la place des Eaux-Vives, sont des témoins de l'infrastructure créée pour les utilisateurs des transports publics.
De manière générale, les kiosques ont perdu leurs fonctions liées directement aux transports publics, ils n’ont conservé que partiellement des fonctions de service public, certains sont entièrement privatisés. Au XXIe siècle, un seul de ces kiosques (Plainpalais) se trouve à l’emplacement d’un arrêt de tram, et deux autres à des arrêts de bus (Rive et Nations). Les arrêts de bus de la place des Eaux-Vives ne se trouvent pas directement à hauteur du kiosque.

### Chronologie de la construction des bâtiments
| Affectations d’origine | Lieu                      | Coordonnées       | Année |  | État                               | Affectations |
| ---------------------- | ------------------------- | ----------------- | ----- |  | ---------------------------------- | ------------ |
|                        | Rond-point de Rive        |                   | 1887  |  | détruit                            |              |
|                        | Place du Molard           |                   | 1890s |  | détruit en 1907                    |              |
|                        | Place du Cirque           | 46,20094, 6,14021 | 1890s |  | détruit en 1902                    |              |
|                        | Rond-point de Rive        |                   | 1891  |  | détruit                            |              |
|                        | Place Bel-Air             |                   | 1898  |  | détruit en 1908                    |              |
|                        | Place du Molard           | 46,20306, 6,14764 | 1907  |  | détruit en 1953                    |              |
|                        | Place Bel-Air             | 46,20441, 6,14302 | 1908  |  | détruit en 1950                    |              |
|                        | Chantepoulet              | 46,20825, 6,14494 | 1915  |  | réaffecté : boulangerie, tearoom   |              |
|                        | Rond-point de Plainpalais | 46,19784, 6,14307 | 1928  |  | détruit en 1978/1980               |              |
|                        | Place des Eaux-Vives      | 46,20254, 6,15635 | 1930  |  | réaffecté : kiosque, épicerie      | ()           |
|                        | Boulevard des Tranchées   | 46,19862, 6,15587 | 1932  |  | réaffecté : local associatif       |              |
|                        | Place Cornavin            | 46,20939, 6,14248 | 1933  |  | détruit en 1979                    |              |
|                        | Rond-point de Rive        | 46,20173, 6,15343 | 1935  |  | abri, guichets, toilettes, kiosque |              |
|                        | Rond-point de la Jonction | 46,20132, 6,1303  | 1942  |  | détruit en 1965                    |              |
|                        | Place des Augustins       | 46,19152, 6,14407 | 1942  |  | toilettes, kiosque                 | ()           |
|                        | Place Claparède           | 46,19605, 6,15043 | 1944  |  | réaffecté : restaurant             |              |
|                        | Place des Nations         | 46,22277, 6,13815 | 1949  |  | abri                               |              |
|                        | Rond-point de Plainpalais | 46,19784, 6,14307 | 1980  |  | abri, toilettes, kiosque           |              |

Clé des affectations
| transports publics | transports publics                     | services publics | services publics         | kiosque & restauration | kiosque & restauration                                                      |
| ------------------ | -------------------------------------- | ---------------- | ------------------------ | ---------------------- | --------------------------------------------------------------------------- |
|                    | arrêt de tram arrêt de bus billetterie |                  | abri toilettes téléphone |                        | kiosque à journaux / fleuriste tearoom / boulangerie fast food / restaurant |

Kiosques du tramway de Genève : OpenStreetMap, Bing Cartes, format KML.

### Mise en valeur en 2024
Les Transports publics genevois (TPG) inaugurent un « rallye urbain » en ville de Genève les 7 et 8 septembre 2024, lors des Journées européennes du patrimoine. Ce rallye librement accessible vise à faire découvrir les kiosques et les abris emblématiques du réseau, par l’intermédiaire d’énigmes à résoudre et de présentations historiques à découvrir en ligne via des QR-codes placés sur des totems aux différentes étapes,. L'accessibilité à ce « parcours patrimonial » est prévue de septembre 2024 à septembre 2025. Il est proposé entre autres à des classes des écoles secondaires I et II.
L’association Memoriav complète l’offre des TPG en réalisant une « vitrine » virtuelle divisée en onze chapitres introduits par de brefs historiques et proposant de nombreuses sources audio-visuelles : photographies, plans, extraits de reportages filmés ou enregistrés.

## Kiosques disparus

### Rond-point de Rive 1887-1934
Un premier kiosque a été construit à Rive en 1887 ou 1888 par la Société du chemin de fer Genève - Veyrier, puis un second kiosque identique est réalisé en 1890 ou 1891 par la Société genevoise des chemins de fer à voie étroite pour ses lignes de Genève à Douvaine et Jussy,. Ces bâtiments sont visibles sur une photographie prise vers 1900. L’un porte une inscription : « Gare de départ du chemin de fer du Salève ».

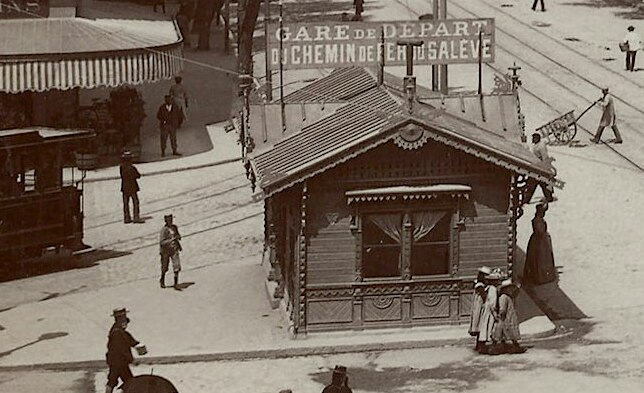
vers 1900
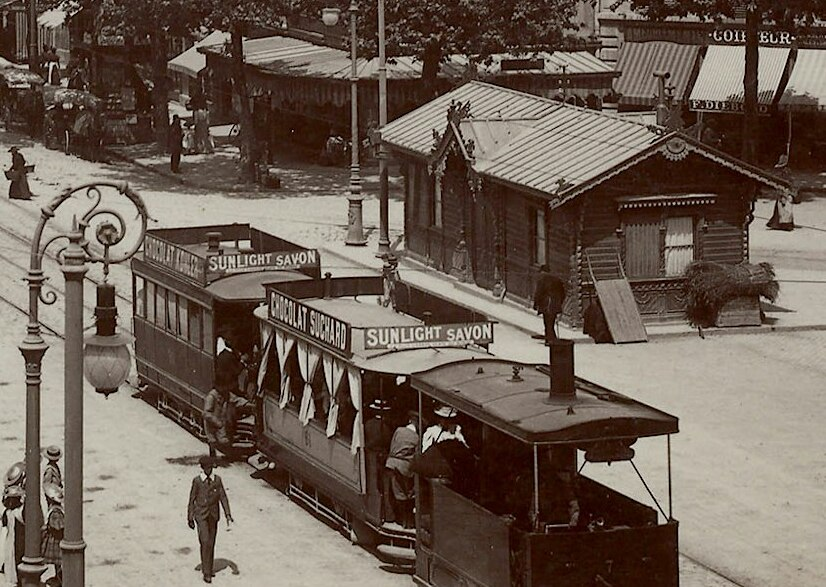
vers 1900
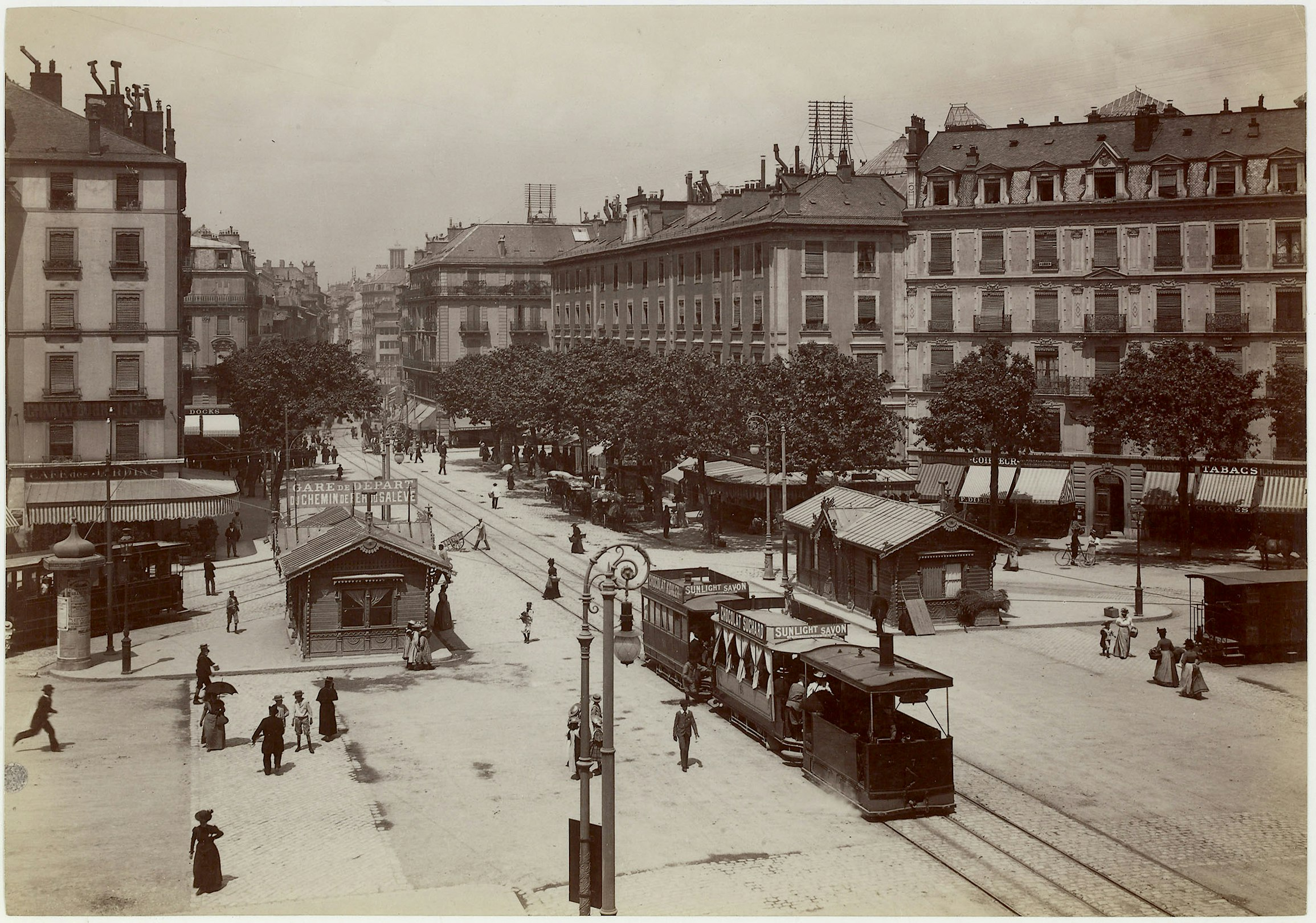
vers 1900
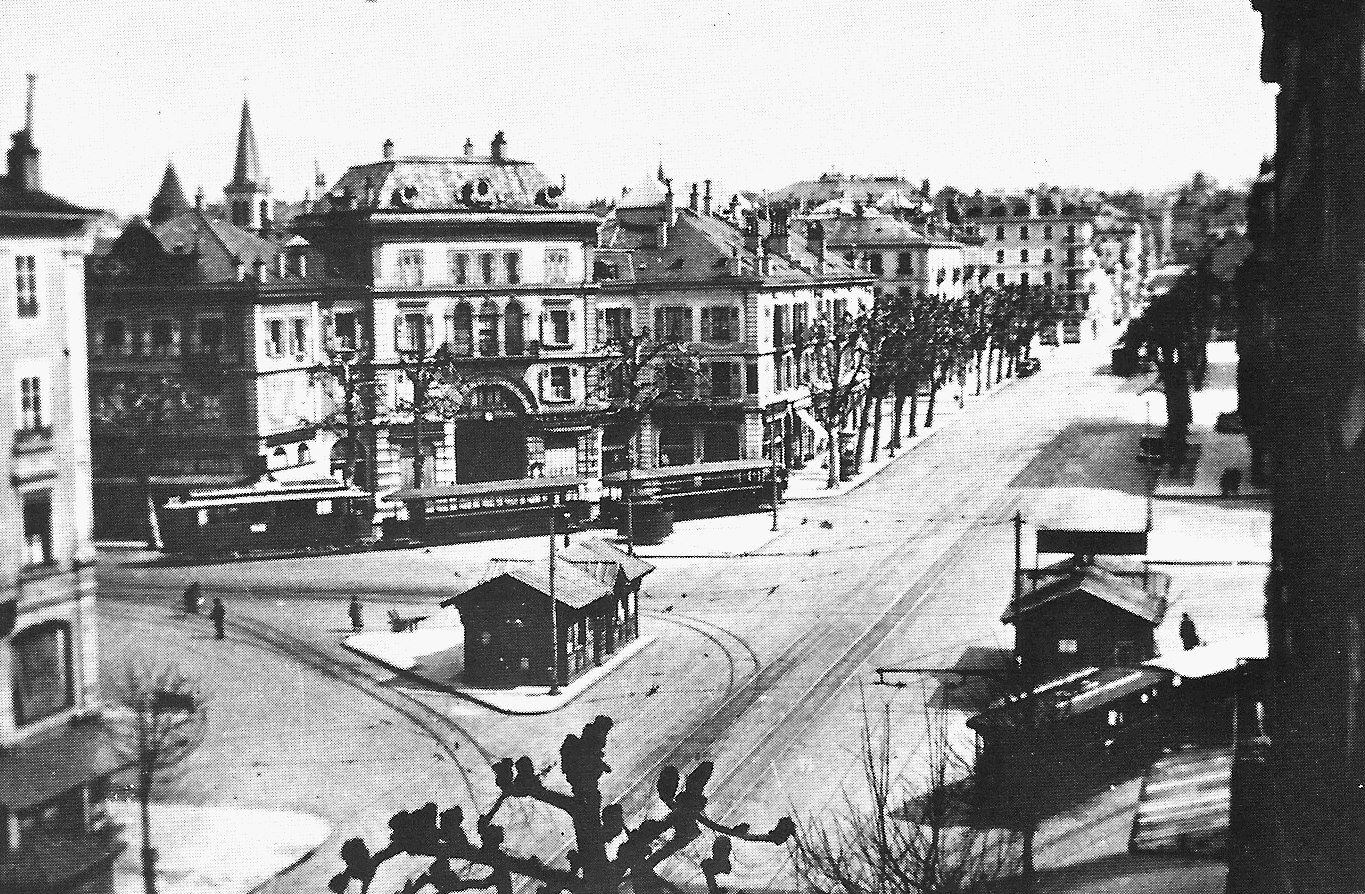
1934

### Place du Molard 1890s-1907
Le kiosque de la place du Molard a été construit avant 1899 en bordure des Rues-Basses et devant la fontaine du Molard. Cette fontaine a été déplacée début 1899 au centre de la place, et le kiosque des tramways a été reculé. « Nous avons ainsi, maintenant, trois énormes kiosques entassés les uns sur les autres et cela est fort laid et incommode ». L’un de ces édicules étant un « transformateur électrique à deux étages ». Ce kiosque est reconstruit et agrandi en 1907. 

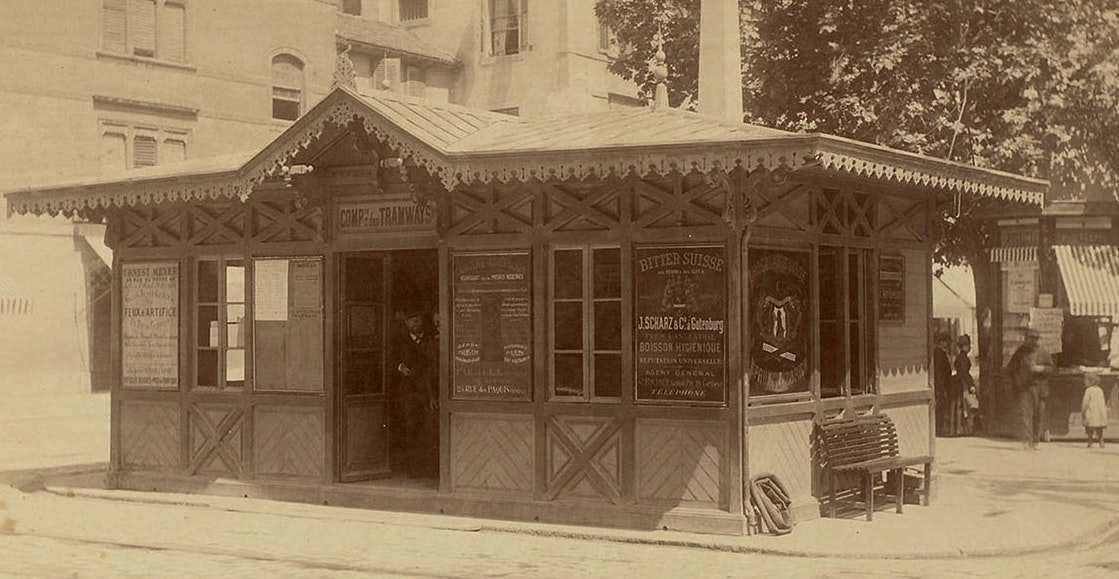
1862-1898
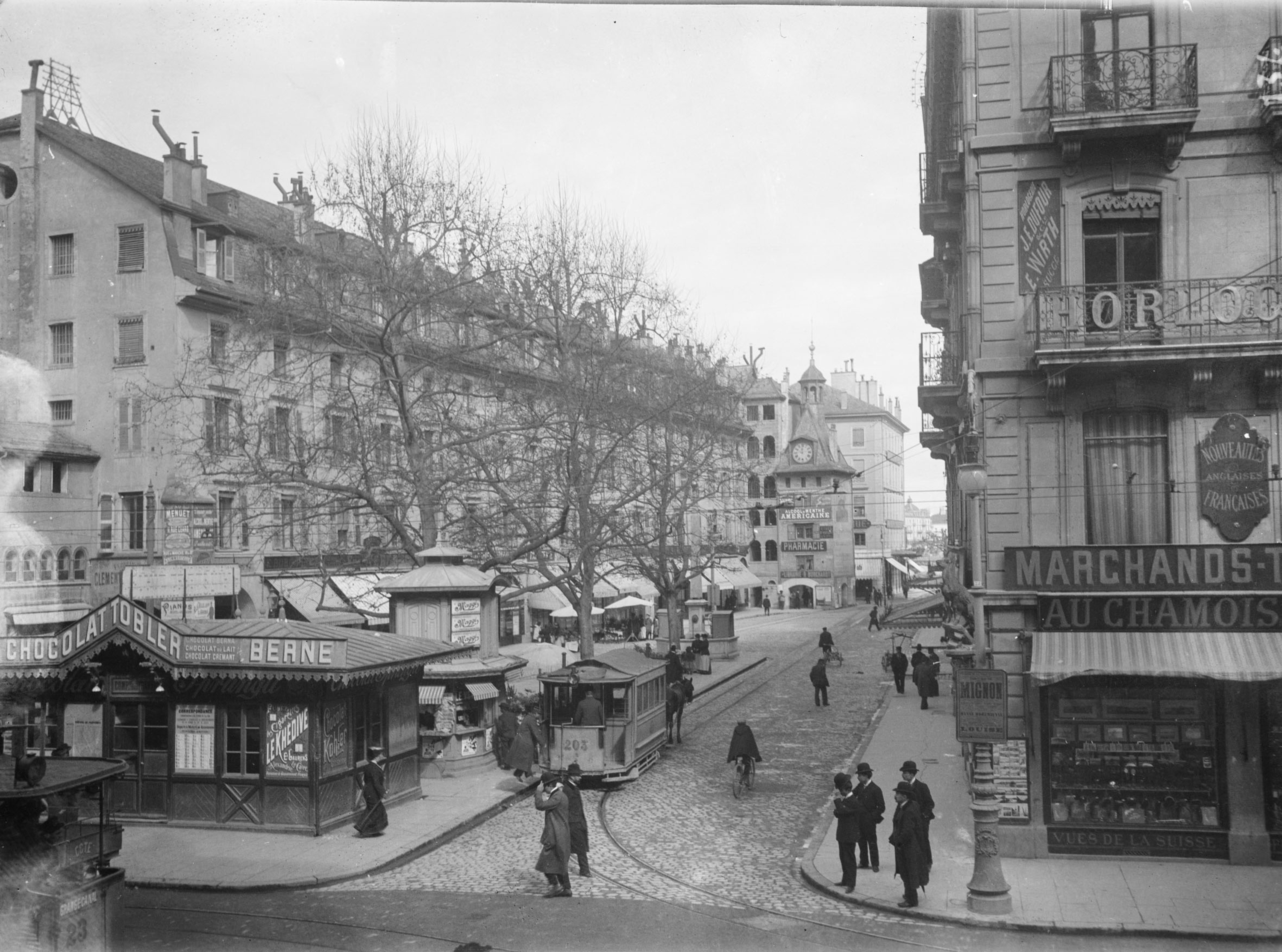
1903

### Place du Cirque 1890s-1902
Un kiosque pour la « voie étroite » se trouvait à la place du Cirque, à l’extrémité de la plaine de Plainpalais au tout début de l’avenue du Mail. Il est dessiné en 1898 pour le Journal de Genève, vu depuis le boulevard Georges-Favon, dans le cadre d’une polémique sur un projet de construction au même lieu, déparant la vue des promeneurs. Ce kiosque voisinait un poste de police et une vespasienne. La destruction de la station est demandée par la CGTE en 1902, le Conseil d’État propose de détruire aussi le poste de gendarmerie (et on ajoute que la vespasienne et le kiosque à journaux pourraient être déplacés).

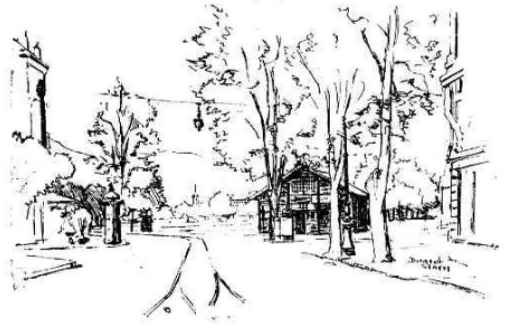
1898, kiosque sur la droite
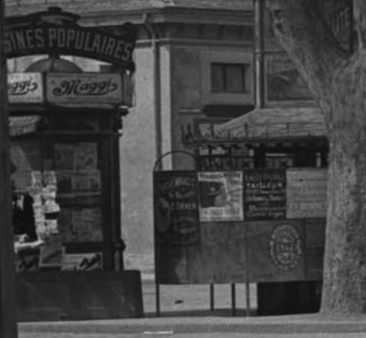
vers 1900, kiosque et vespasienne

### Place Bel-Air 1898-1908
Un premier kiosque a été construit à la place Bel-Air en 1898, « monumental et peint en vert » selon un commentaire critique.

### Place du Molard 1907-1953
Le premier kiosque des années 1890 est reconstruit et agrandi en 1907 sur la place du Molard. Il combine alors « station de tramway, kiosque à fruits et à journaux, et W.C. dans les sous-sols »,. Il est finalement démoli en 1953, et la fontaine reprend sa place d’origine.
Il ne restera à cet emplacement que des toilettes publiques, en sous-sol, les escaliers étant bordés par des fontaines.

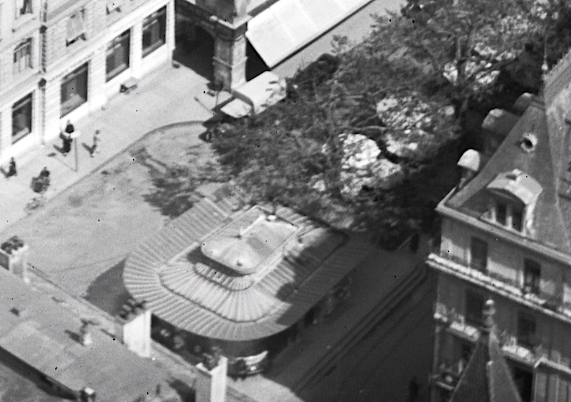
1918-1937
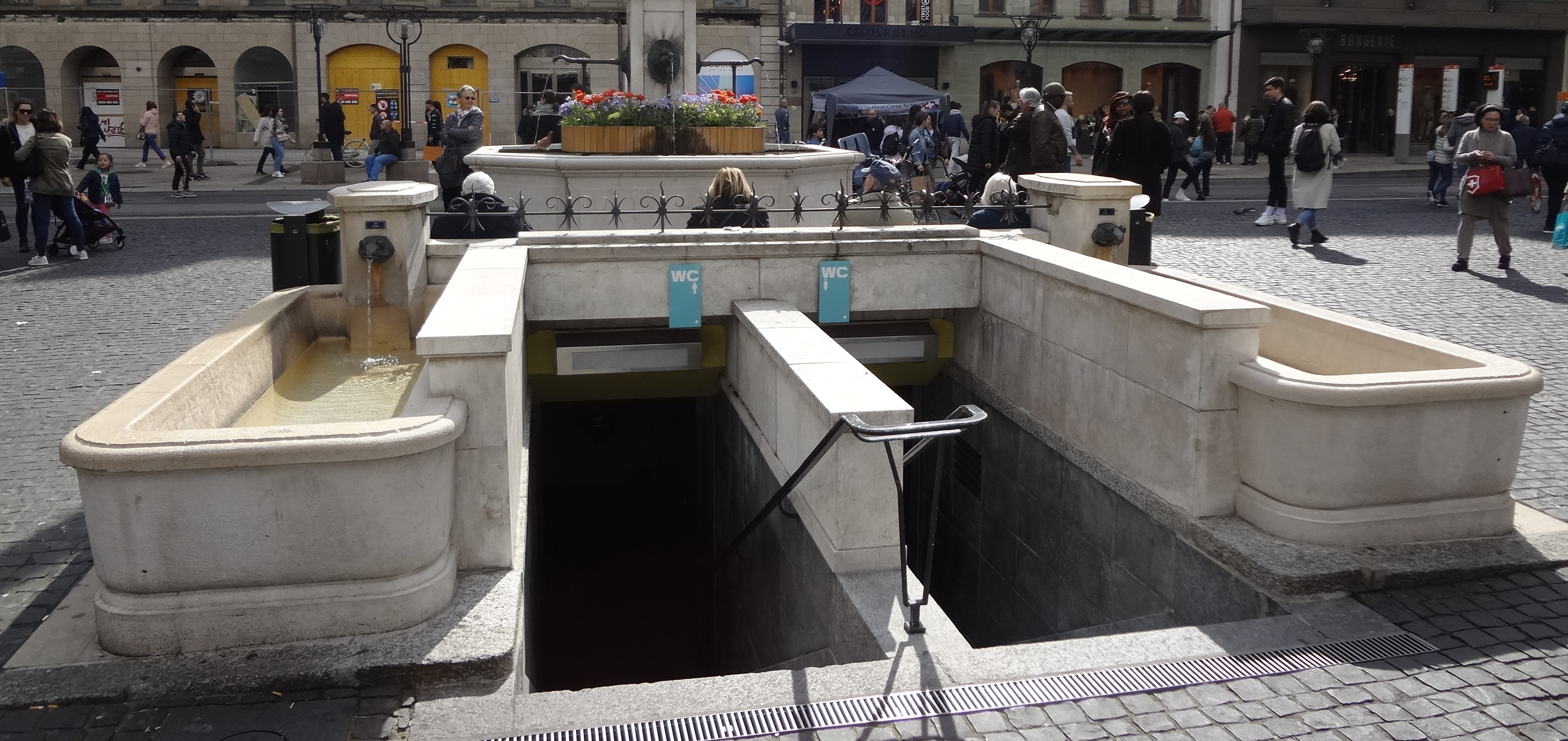
2019

### Place Bel-Air 1908-1950
En 1908, le Conseil municipal approuve la construction d’un kiosque au long du Rhône, « de construction légère, en fer et en verre », pour un coût de 44 000 francs, avec un rendement de 3 800 francs. Une cabine téléphonique à prépaiement est installée dans le kiosque en 1930, ainsi que dans d’autres kiosques et à l’intérieur de colonnes d’affichage.
En 1950, pour résoudre les problèmes de circulation, la place a été élargie grâce au trottoir construit en encorbellement sur le Rhône. Le « kiosque-abri » a été détruit. Il est remplacé en 1951 par un « modeste abri » pour les usagers des lignes de bus 3, 4 et 7.

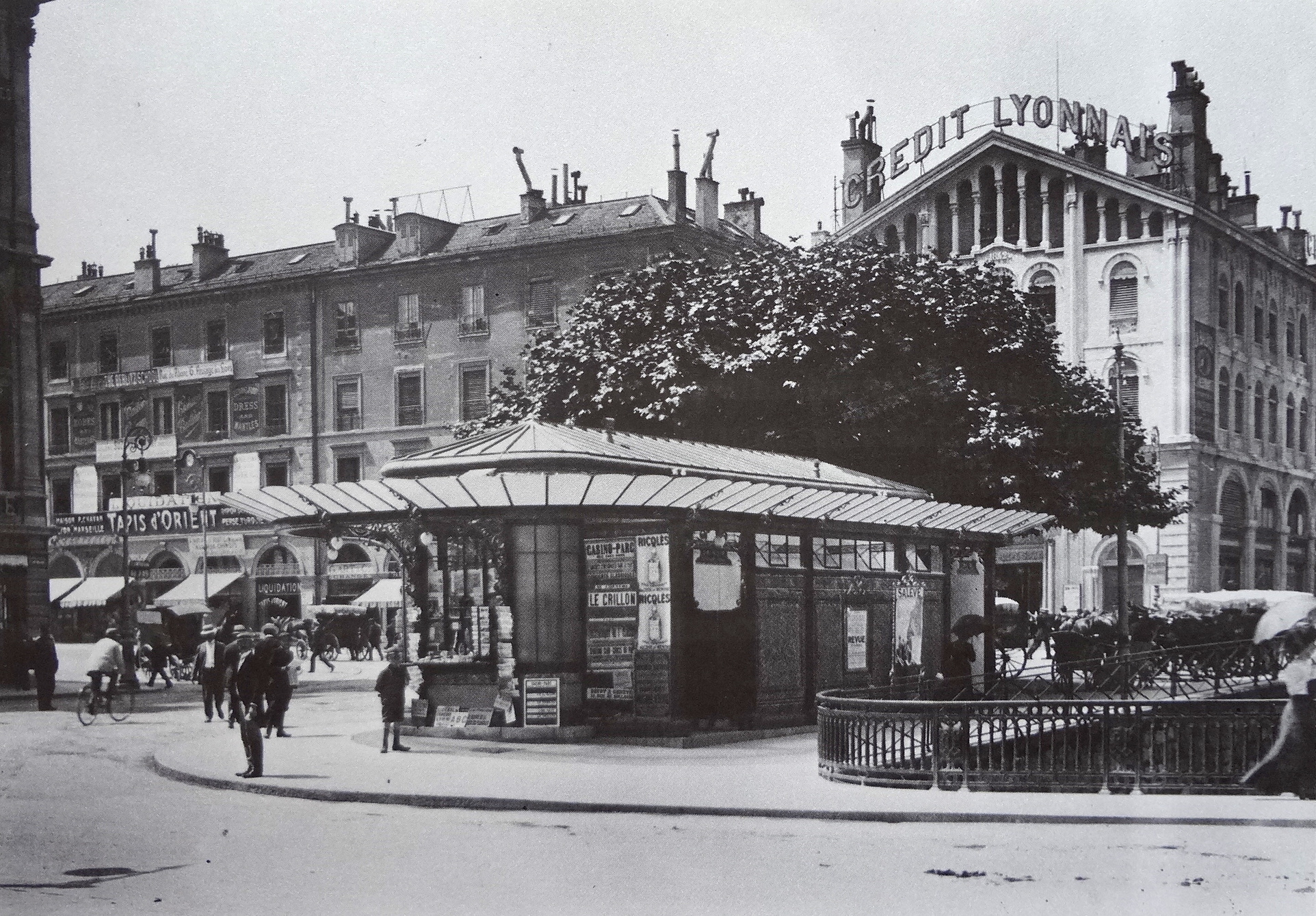
1910
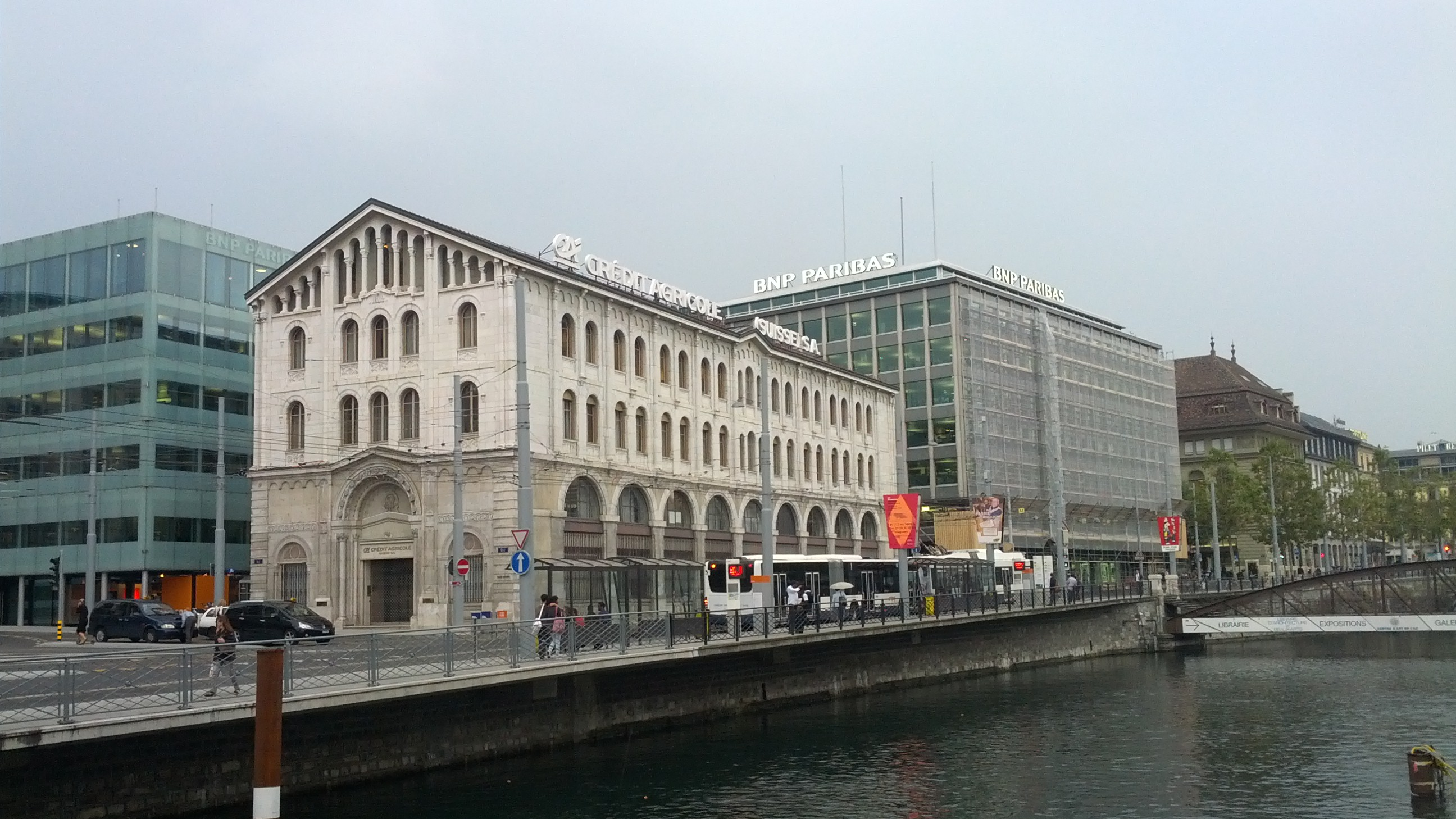
2012

### Rond-point de Plainpalais 1928-1978
Plusieurs lignes de tramway se croisent au rond-point de Plainpalais, en limite de la plaine de Plainpalais, déjà au début du XXe siècle. Il y avait alors seulement des colonnes Morris et vespasiennes,.
Une réorganisation des refuges est réalisée en 1928, pour former un ovale central facilitant les transferts. Un kiosque de forme oblongue est construit à ce moment, avec une salle d’attente et un kiosque à journaux,. Un court film de 1962 montre un conducteur de tramway qui prend son service à cet arrêt.

### Place Cornavin 1933-1979
Dans les années 1930, plusieurs lignes de tramways passent par la place Cornavin, devant la gare Cornavin, qui est aussi un lieu de transit important pour les véhicules privés (automobiles et cycles) et pour les piétons. Il est décidé de créer une « boucle », un « refuge central » autour duquel le trafic se fera à sens unique. Les travaux de déplacement des voies ont lieu en 1931-1932. Le refuge est une grande place piétonne et certains se plaignent des « passages étroits » laissés aux autos. Un grand kiosque circulaire est construit en 1933,. 
Ce kiosque est détruit en 1979, lors de travaux sur la place, la construction d’un garage souterrain de 900 places et d’une galerie marchande. Il est remplacé par des voies d'accès et un puits de lumière vers le sous-sol, où se trouvent la zone commerciale « Metro Shopping Cornavin » avec une quarantaine d’arcades, les toilettes publiques (presque à l’emplacement de l’ancien kiosque), et le parking. Le guichet des TPG a déménagé dans une nouvelle arcade située dans le complexe de la gare (côté place de Montbrillant).

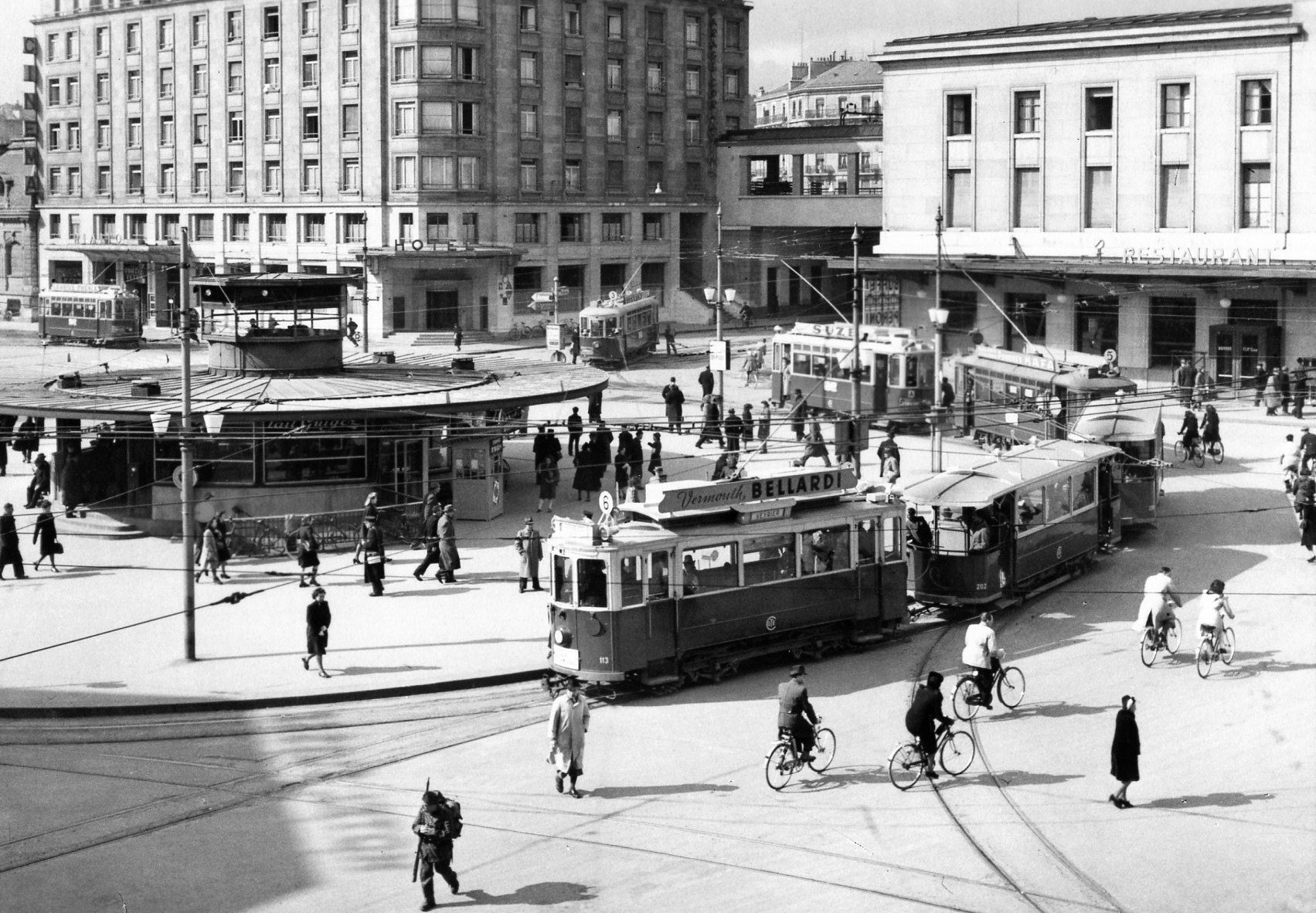
1945
1953
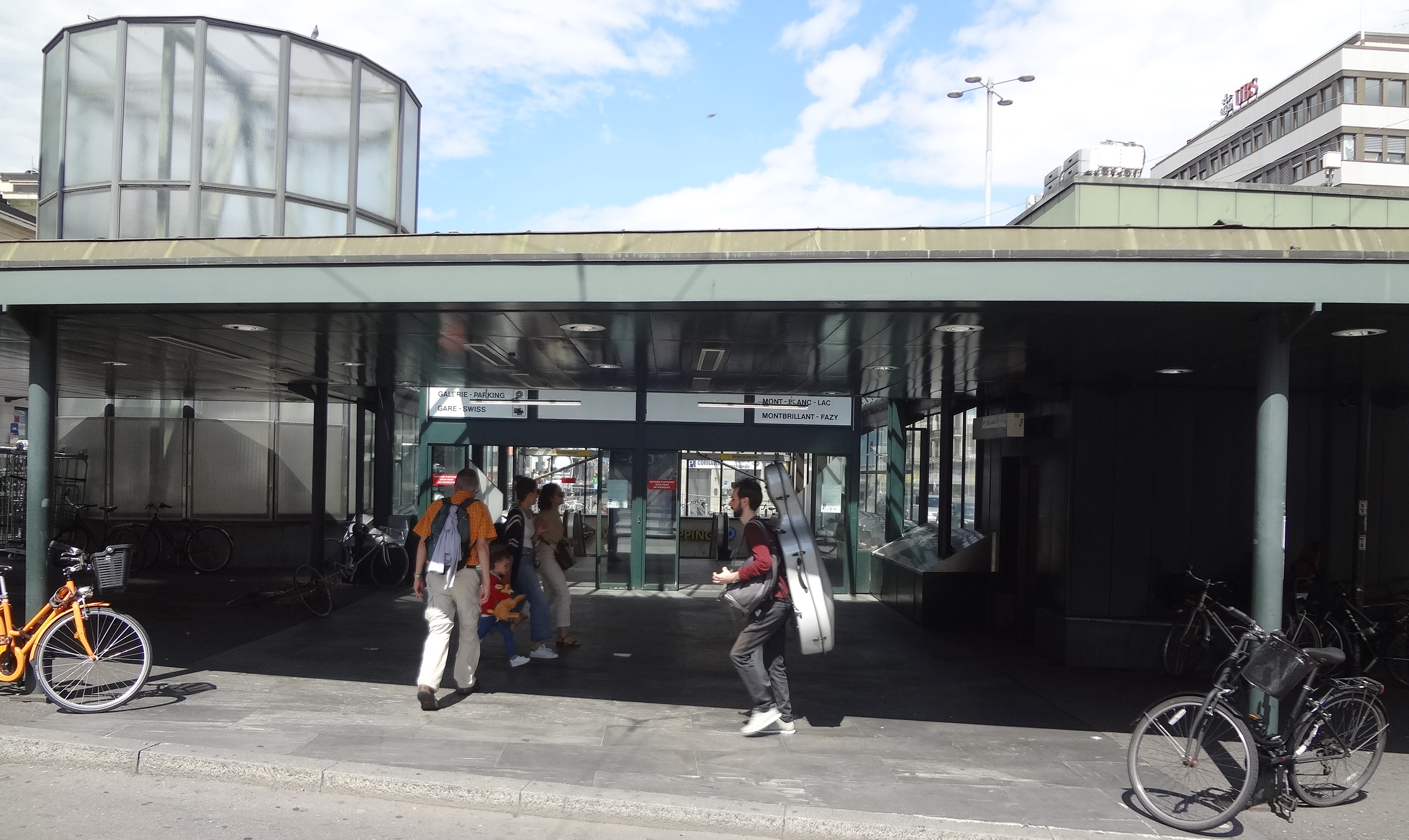
2019

### Rond-point de la Jonction 1942-1965
La construction de cette « station-abri » est demandée par le conseil administratif de la ville en mars 1942, car elle est « réclamée avec insistance (par) les nombreux habitants et usagers de la Jonction ». Le bâtiment en béton est de forme circulaire et couvert par une dalle formant couvert, il est constitué d'une salle d'attente et de deux WC en sous-sol. Il se trouve devant l’immeuble du 1 boulevard de St-Georges, sur un des îlots formant un giratoire dans ce carrefour du boulevard de Saint-Georges et de la rue des Deux-Ponts, le giratoire étant coupé par les rails de tram selon ces deux axes. 
Cet abri dessert principalement les lignes de tramway 2 (« Parc des Eaux-Vives – Stand de Saint-Georges ») et 15 (« Quai de la Poste - Bernex », puis « Rive - Bernex » depuis 1950). La ligne 15 fusionne avec la ligne 2 en 1954 (« Parc des Eaux-Vives – Bernex »), elle est remplacée par des trolleybus en 1961.
Le kiosque est supprimé en 1965, avec le giratoire. Les rails sur la rue des Deux-Ponts sont arrachés, la priorité est donnée au trafic de la rue du Stand vers la rampe de Saint-Georges. Les rails du boulevard Saint-Georges subsistent, cette ligne croise le carrefour pour rejoindre le dépôt de La Jonction qui continuera à accueillir des tramways jusqu'à l'ouverture du dépôt du Bachet-de-Pesay à la fin des années 1980. 

### Rondeau de Carouge
Un petit bâtiment au bout du mur de soutènement de la route de Drize, au rondeau de Carouge, servait de kiosque à l'ancien terminus de la ligne 12. Une photographie le montre en 1969.

## Kiosques historiques

### Chantepoulet 1915
Un bâtiment existait avant le kiosque au même emplacement, aligné sur la rue de Chantepoulet. Il apparaît sous le nom « gare » sur une carte de Genève publiée en 1900.
Situé à la pointe entre la rue du Mont-Blanc et la rue de Chantepoulet, cette « station-abri » a fait l’objet d’un concours architectural lancé en 1909 (avec la halte de Longemalle), concours gagné en 1910 par Revilliod et Turrettini. Le bâtiment est inauguré en 1915, il est décrit dans l’Inventaire suisse d’architecture de 1982 : « Pavillon polygonal irrégulier aux angles arrondis. Marquise saillante en béton layé, murs et pilastres en béton cannelé. Fontaine ». En 1922, « Chantepoulet » était le terminus des lignes de tramway 6 et 7. En 1945, les lignes 1, 5 et 6 passaient par la rue du Mont-Blanc et plusieurs voies en cul-de-sac se terminaient à hauteur du kiosque sur la rue de Chantepoulet. Au dos du bâtiment se trouvent la fontaine et des portes donnant accès aux toilettes publiques. 
Le bâtiment accueille en 2019 une boulangerie avec terrasse et une boutique vendant des couteaux suisses, il a perdu ses fonctions liées aux transports. L’adresse officielle est 7bis rue du Mont-Blanc. Sous le bâtiment se trouvent des installations techniques électriques des Services industriels (SIG).

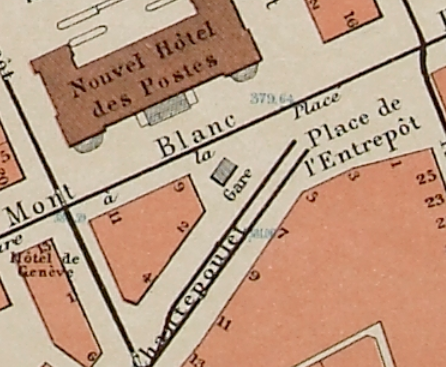
1900, gare
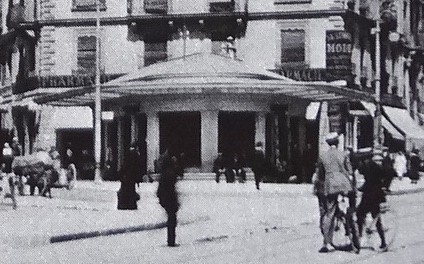
1917
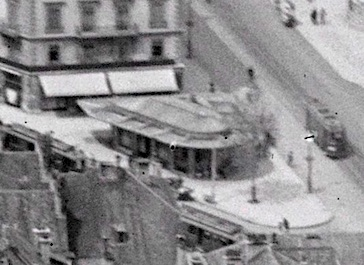
1929
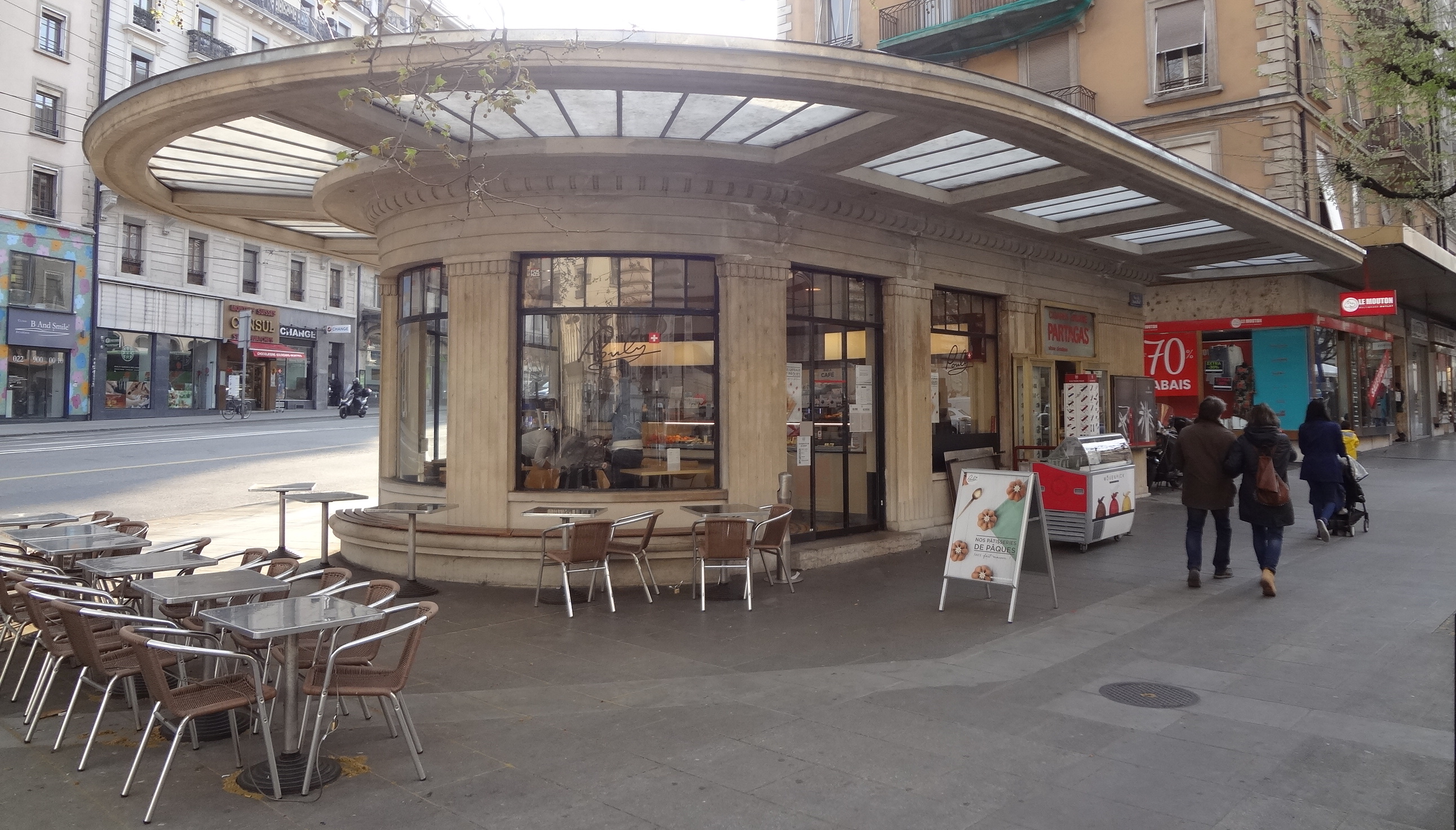
2019

### Place des Eaux-Vives 1930
Le kiosque de la place des Eaux-Vives a été construit par la commune des Eaux-Vives en 1930, avant sa fusion avec la ville de Genève, et situé au bas de la place des Eaux-Vives. Il est destiné aux usagers des lignes de tramway no 2, 5 et 11 à l'époque de la Compagnie genevoise des tramways électriques (CGTE). Il comprend dès l'origine une salle d'attente, une billetterie, une cabine téléphonique, une boutique de fleurs, un kiosque à journaux et des toilettes publiques.
Sa forme générale est donnée par son toit plat et circulaire de 12,5 mètres de diamètre, bordé d'une frise lumineuse, le bâtiment étant en retrait, en forme de croix. L'adresse est Place des Eaux-Vives 2bis.
Au début du XXIe siècle, ce kiosque comporte encore ses bancs en bois sous les auvents à l’est et à l’intérieur, des toilettes publiques (en sous-sol) et une fontaine à l’ouest. À l’est l’ancien guichet sert pour la vente (restauration rapide, épicerie, tabac, etc). Les côtés sud et nord, vitrés, donnent accès à l’ancienne salle d’attente, avec ses bancs et divers produits proposés.

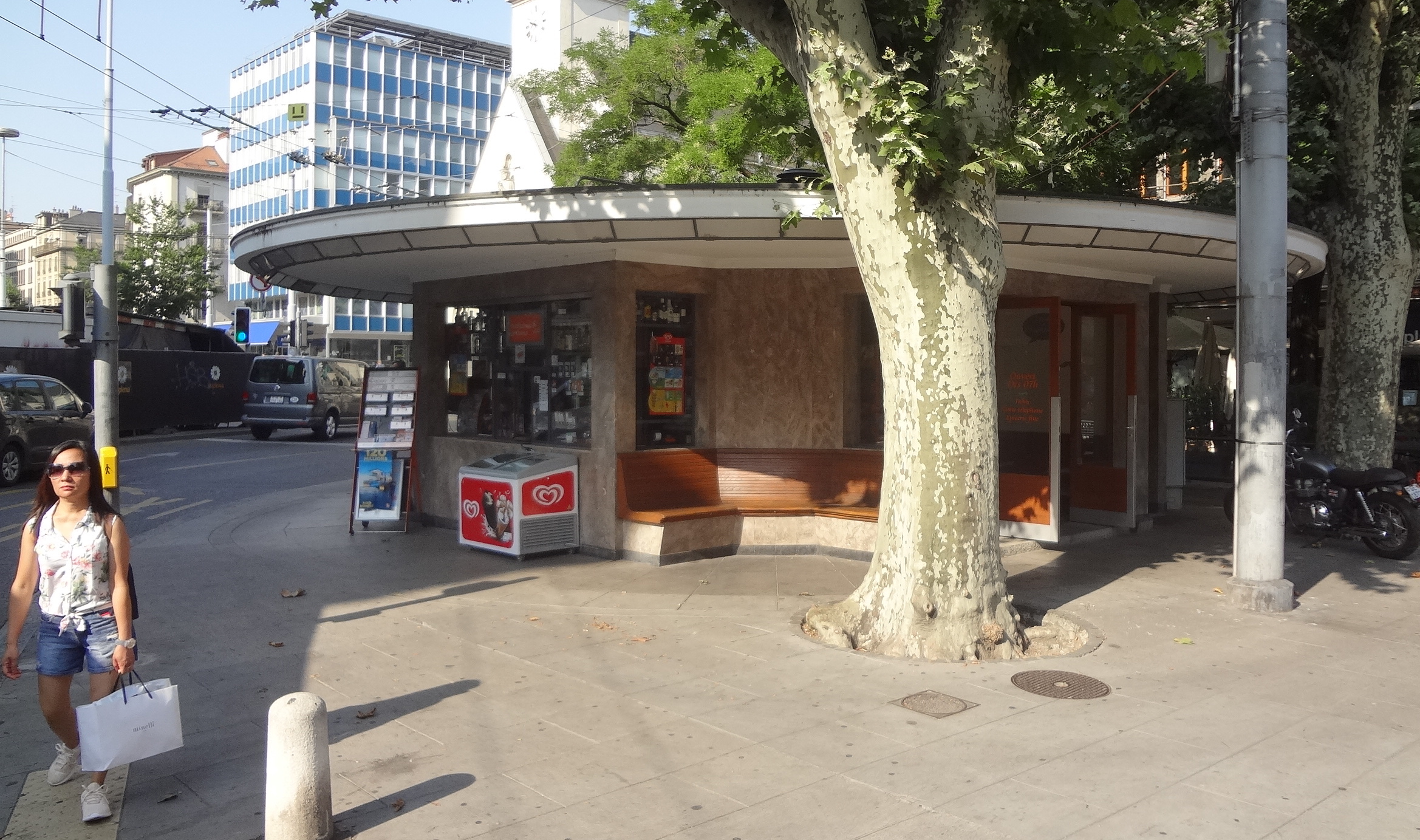
2019
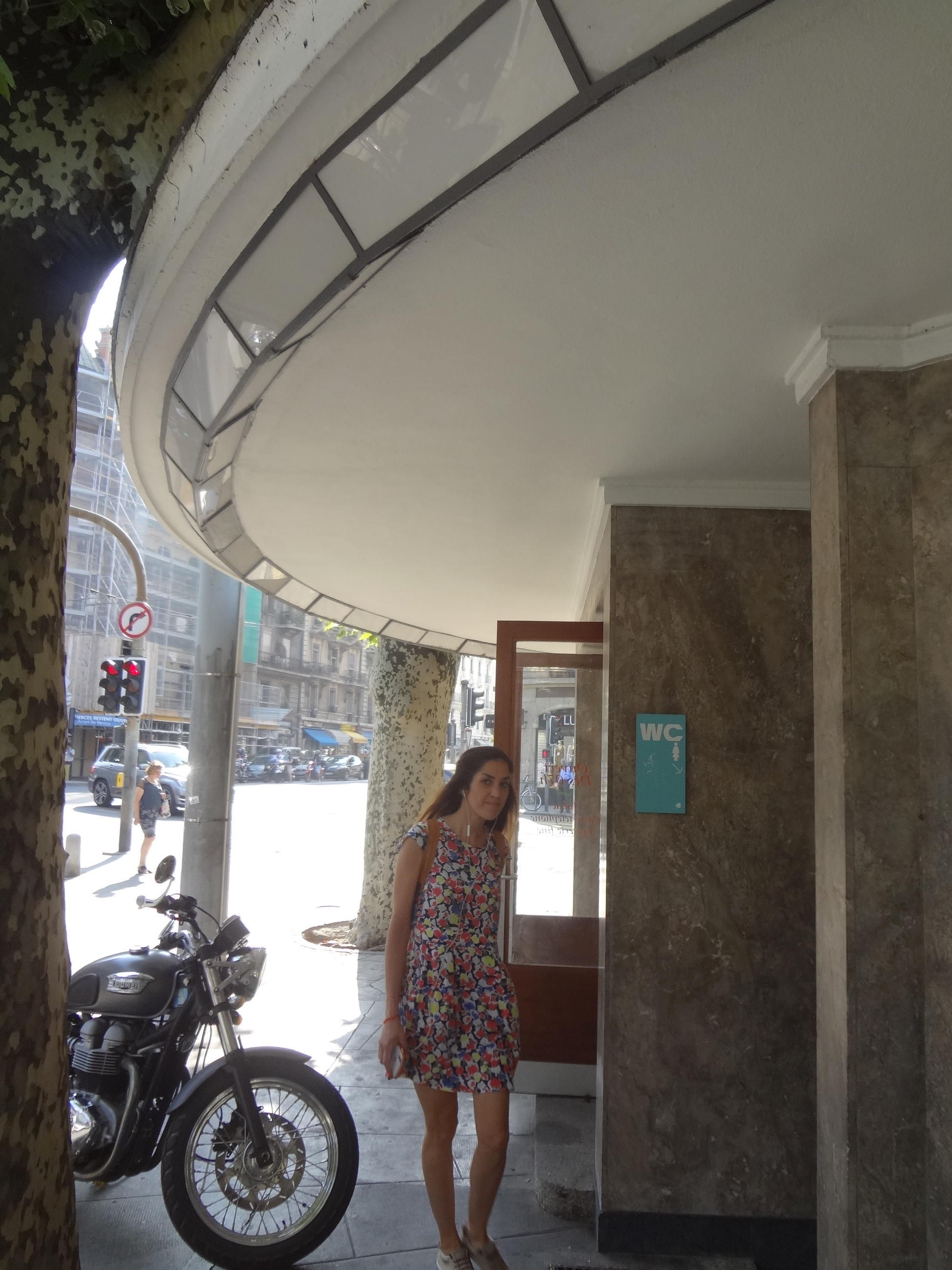
2019
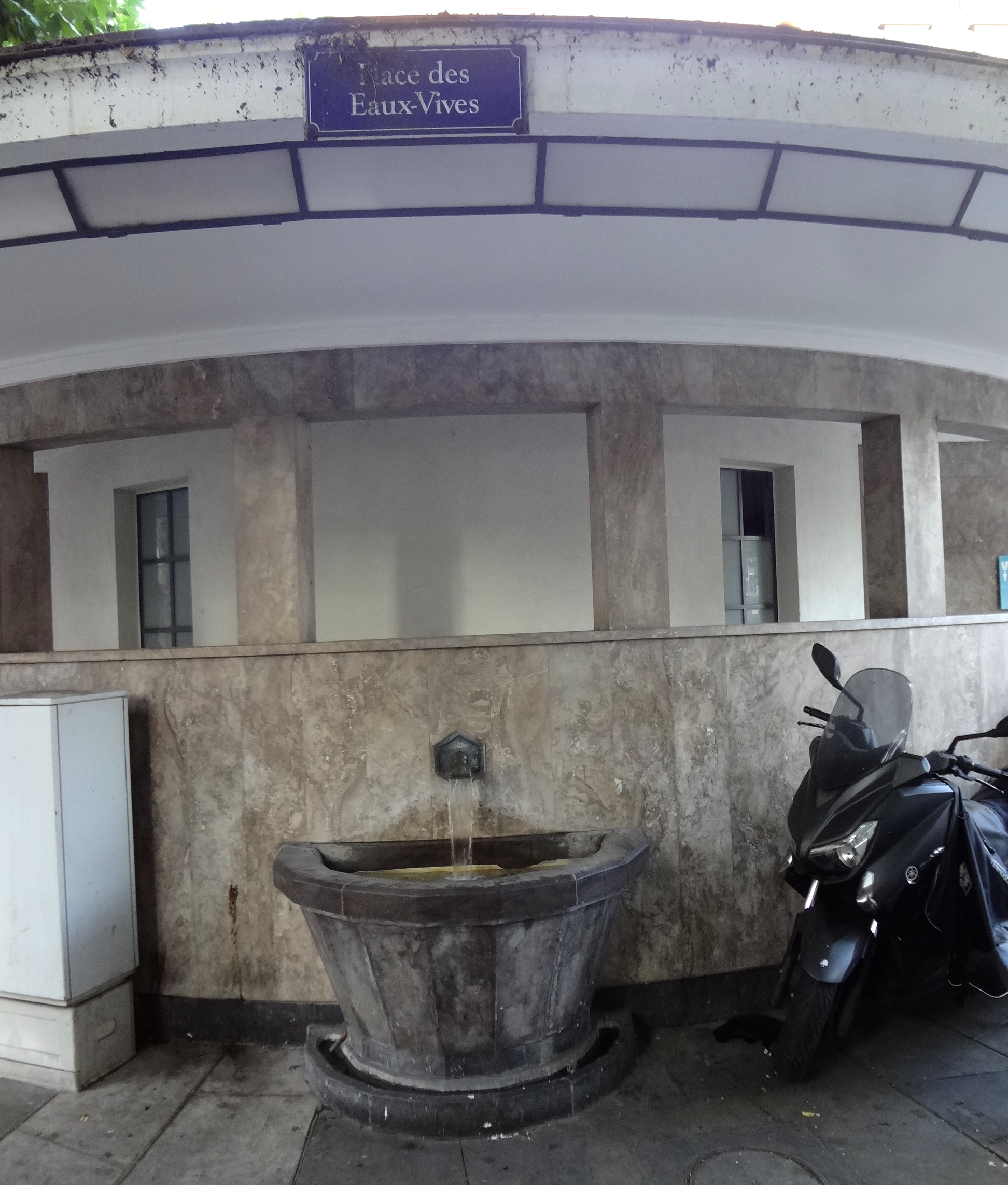
2019
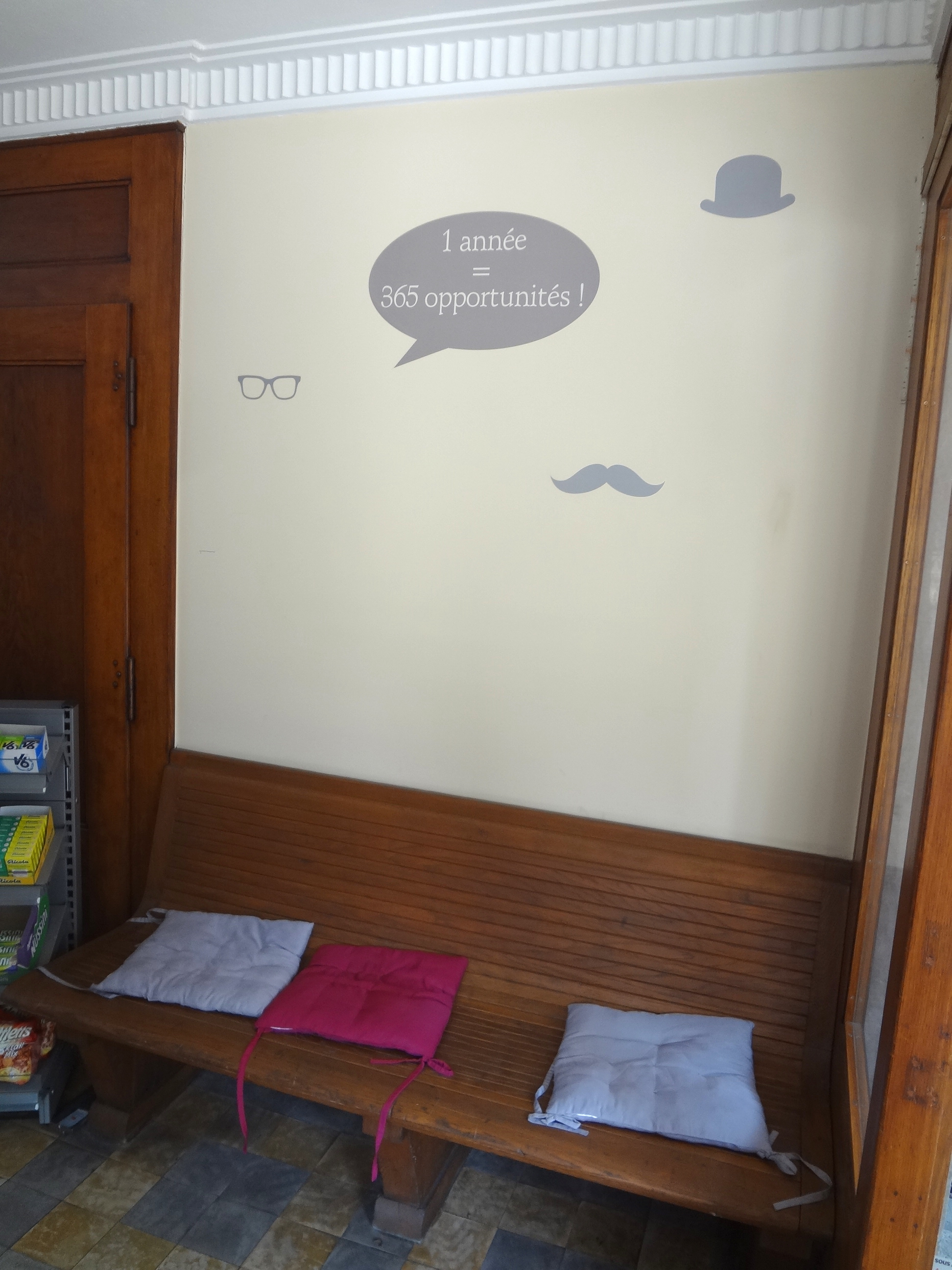
2019

### Boulevard des Tranchées 1932
Ce kiosque est situé au 35 boulevard des Tranchées. Il a été construit en 1932 dans le cadre de l'amélioration de la ligne dite de ceinture et comprend alors un kiosque à journaux, des toilettes et une cabine téléphonique ; il est cependant « dans l’incapacité d’abriter du vent et de la pluie les voyageurs qui attendent le tramway »,.
Désaffecté, le bâtiment abrite au moins depuis 1992 l’association « Terre des enfants – Le Kiosque », à l’écoute d’enfants victimes d’abus sexuels.

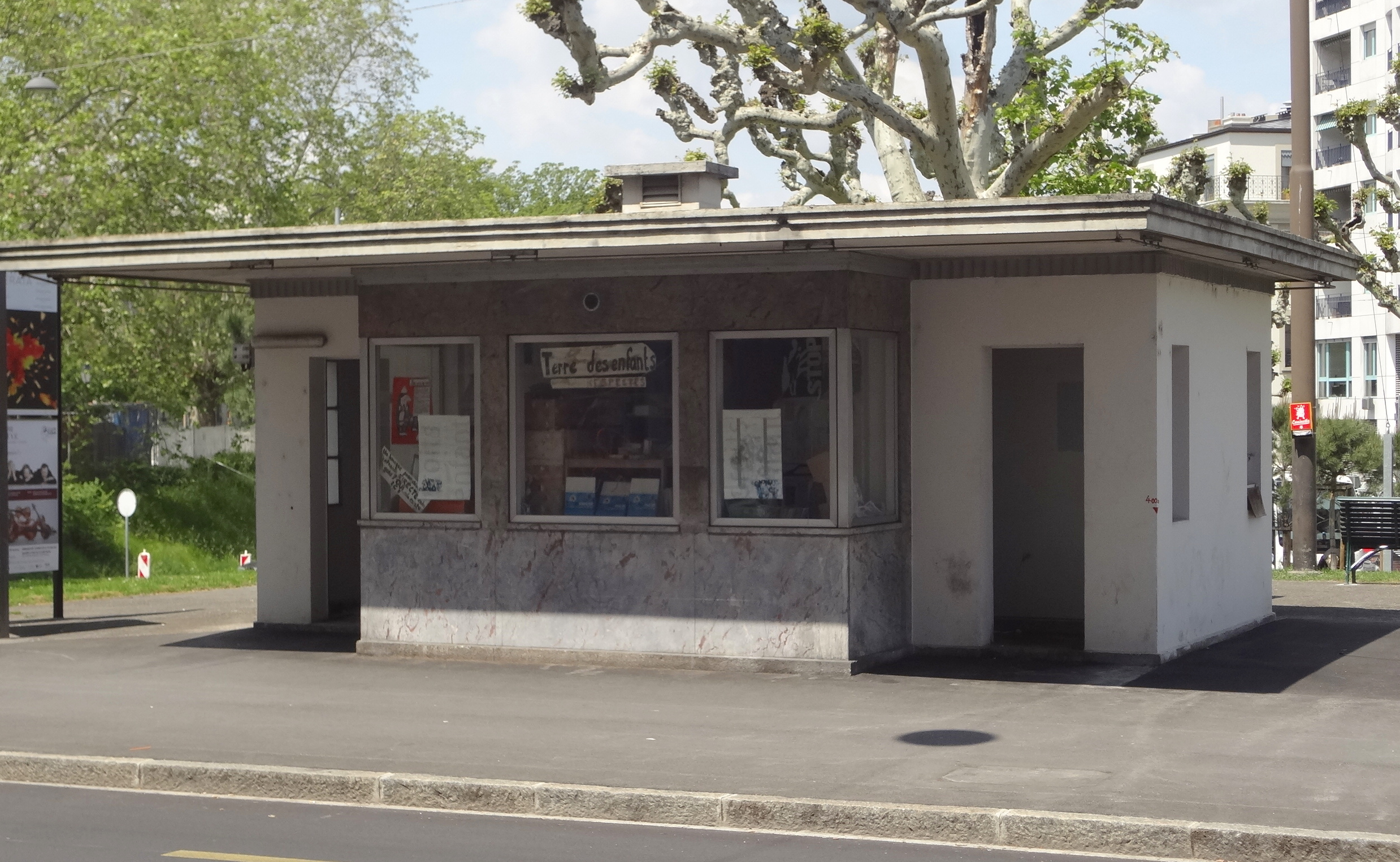
2019

### Rond-point de Rive 1935
Le kiosque actuel du rond-point de Rive a été construit par la ville de Genève en 1935, il est situé au centre du rond-point. Il est destiné aux usagers du tramway de la Compagnie genevoise des tramways électriques (CGTE) à l'époque de sa construction, notamment la ligne no 12 qui relie Moillesulaz à Carouge via le centre-ville (rues Basses). La station de Rive est, à l'époque de la construction, un arrêt terminus pour de nombreuses lignes de campagne, également desservi par de nombreuses lignes urbaines. Cet édicule a remplacé différents abris en bois. Il comprend une salle d'attente, une billetterie, des cabines téléphoniques, un kiosque à journaux, des toilettes publiques et des bureaux de la compagnie de transports publics.
Accessible par trois côtés, sa forme générale est triangulaire. Il est pourvu d'un toit plat en porte-à-faux et de bandes de vitrages caractéristique de l'architecture moderne de l'entre-deux-guerres. Il a été rénové et est encore utilisé dans ses fonctions d'origine au début du XXIe siècle, le kiosque étant l'une des trois agences commerciales des TPG,.

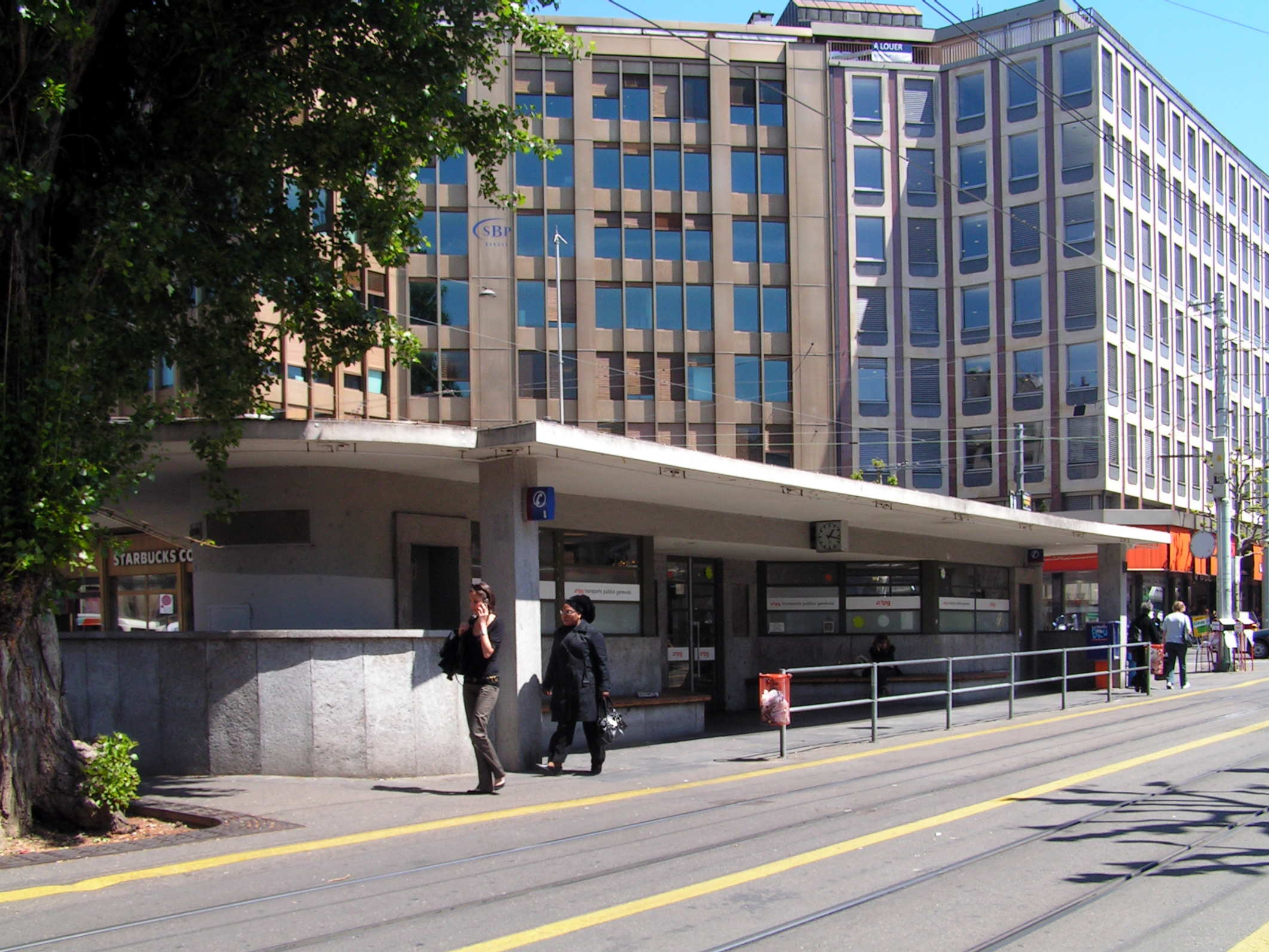
2009
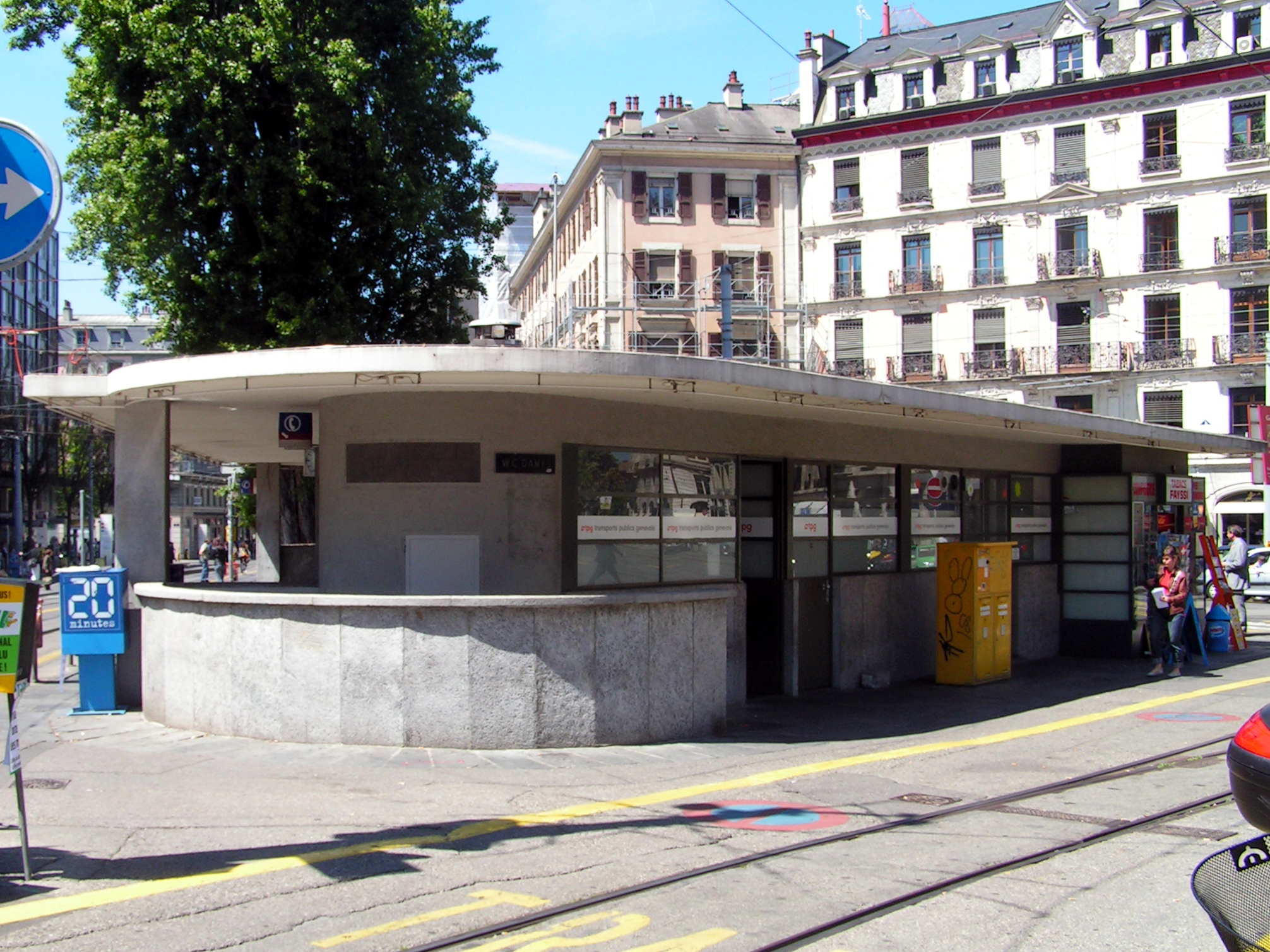
2009
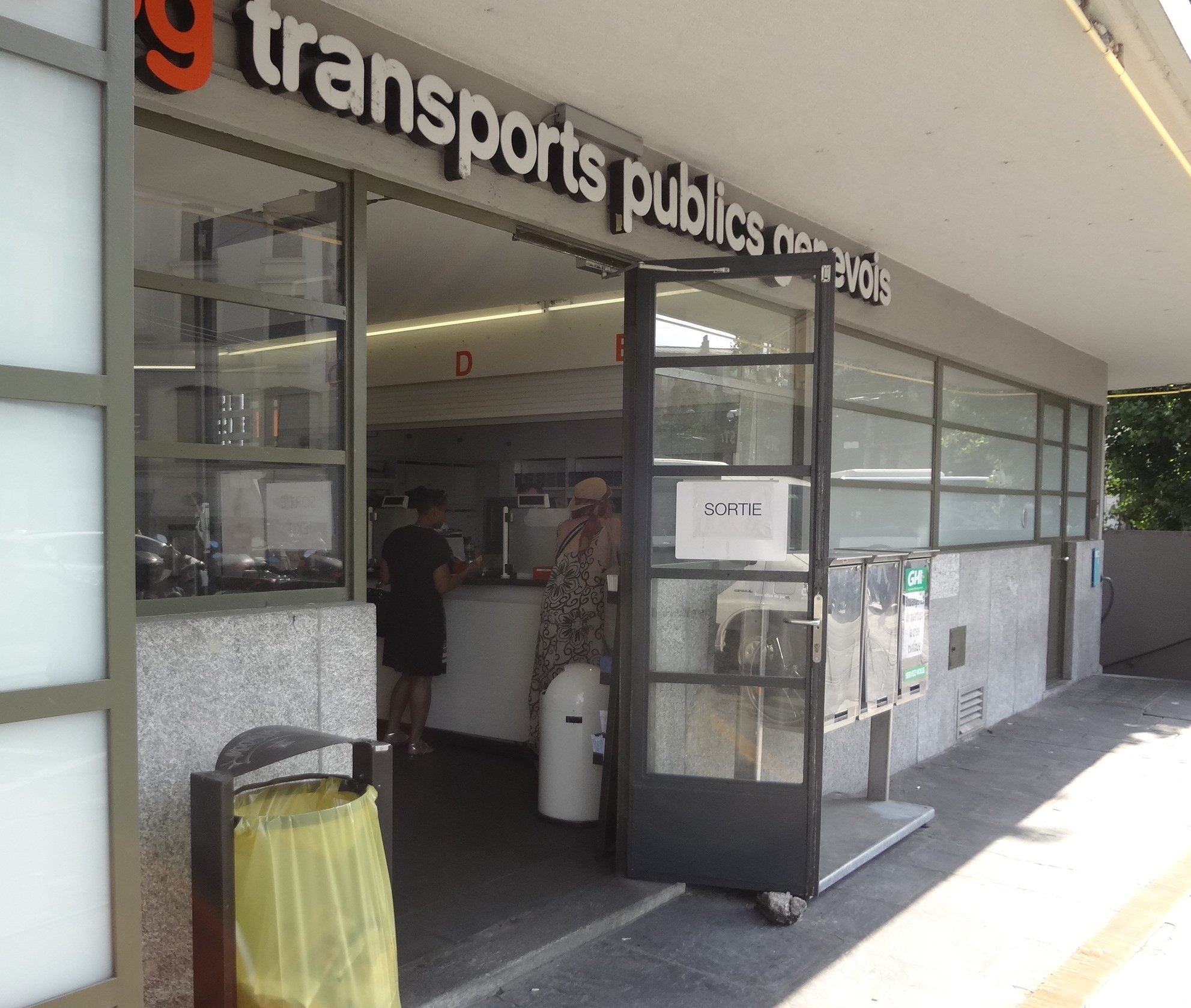
2019

### Place des Augustins 1942
La place des Augustins a été aménagée en 1931, puis les habitants du quartier ont réclamé une « station-abri ». En 1942, le Conseil municipal accepte un projet de construction « de forme rectangulaire et couverte par une dalle plate de béton formant marquise », comprenant « une salle d'attente vitrée avec deux cabines téléphoniques et distributeurs de timbres; latéralement : un w.c. pour dames, des urinoirs et latrines pour hommes ». Le bâtiment devra aussi comprendre sur sa face postérieure un transformateur électrique pour les Services industriels. Le coût de l’édifice est de 27 000 francs dont 12 000 à charge des SI. L'adresse du kiosque est : rue de Carouge 65.
En 1971, une boucle de rebroussement est créée sur la place des Augustins, qui devient un terminus partiel. 
En 1967, la place des Augustins a « une beauté un peu rustique, un peu villageoise, malgré les hauts immeubles de verre et de béton qui la cernent de tous côtés ». La place est qualifiée de « vivante, populaire, gouailleuse » dans un article de 1991. La « halte années trente » est alors complétée par un stand de glaces dans le square.
Un buste de l'artiste genevois Barthélemy Menn se trouve sur la place des Augustins. Un commentateur écrit en 1967 qu’il a l’occasion de voir « de jolies femmes attendant le tram ». Le buste est derrière l’immeuble de l’ifage (fondation pour la formation des adultes), au long de la rue Barthélémy Menn. Une sculpture en bronze de Fredy Wyler est placée près du kiosque en 1980 (Polarité II).
La place fait l’objet d’un concours d'aménagement en 2014. En 2019, le bâtiment comprend toujours des bancs en béton sur sa face avant, des bancs en bois à l’intérieur, et des toilettes publiques (femmes, hommes, handicapés).

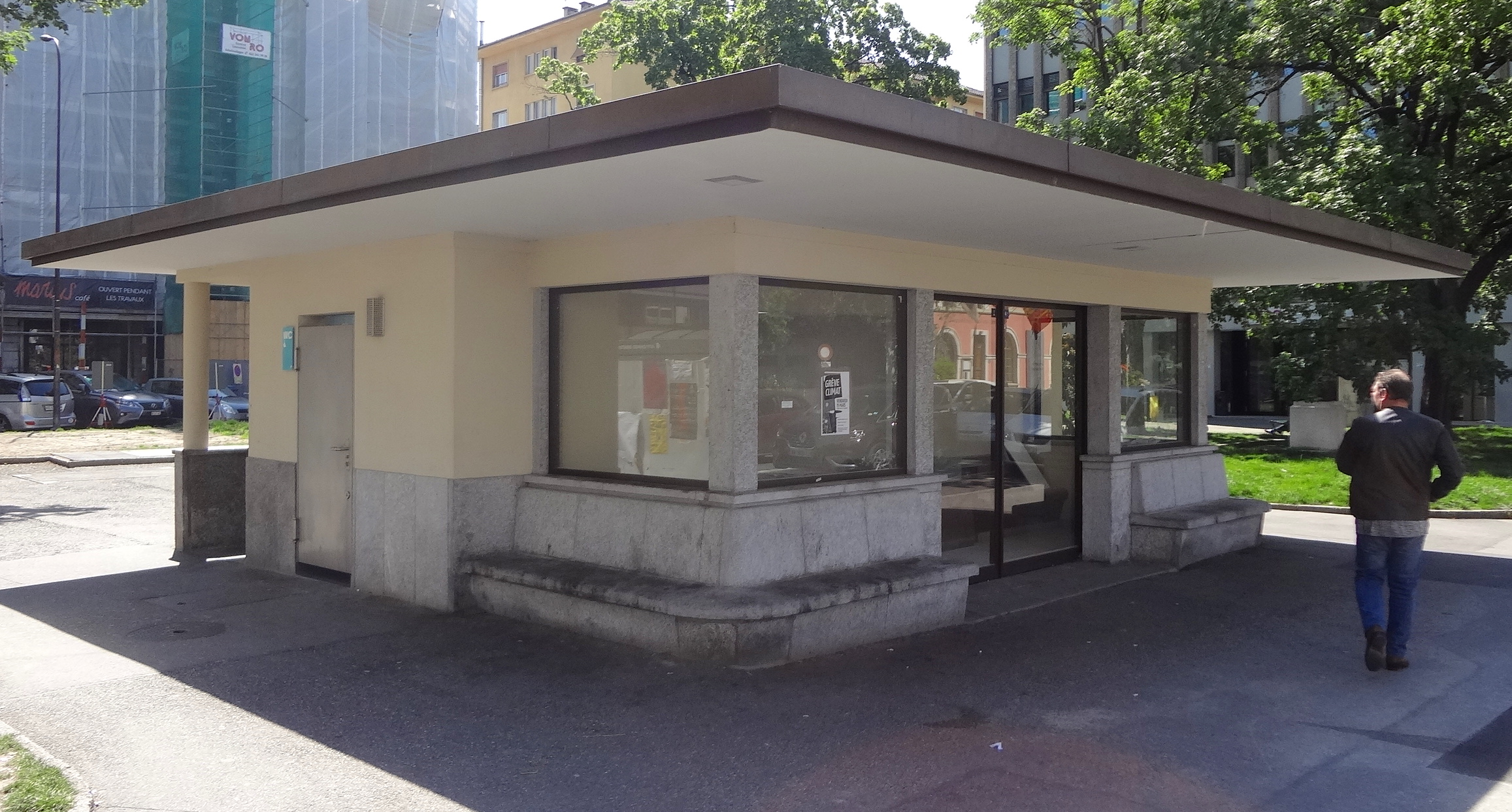
2019
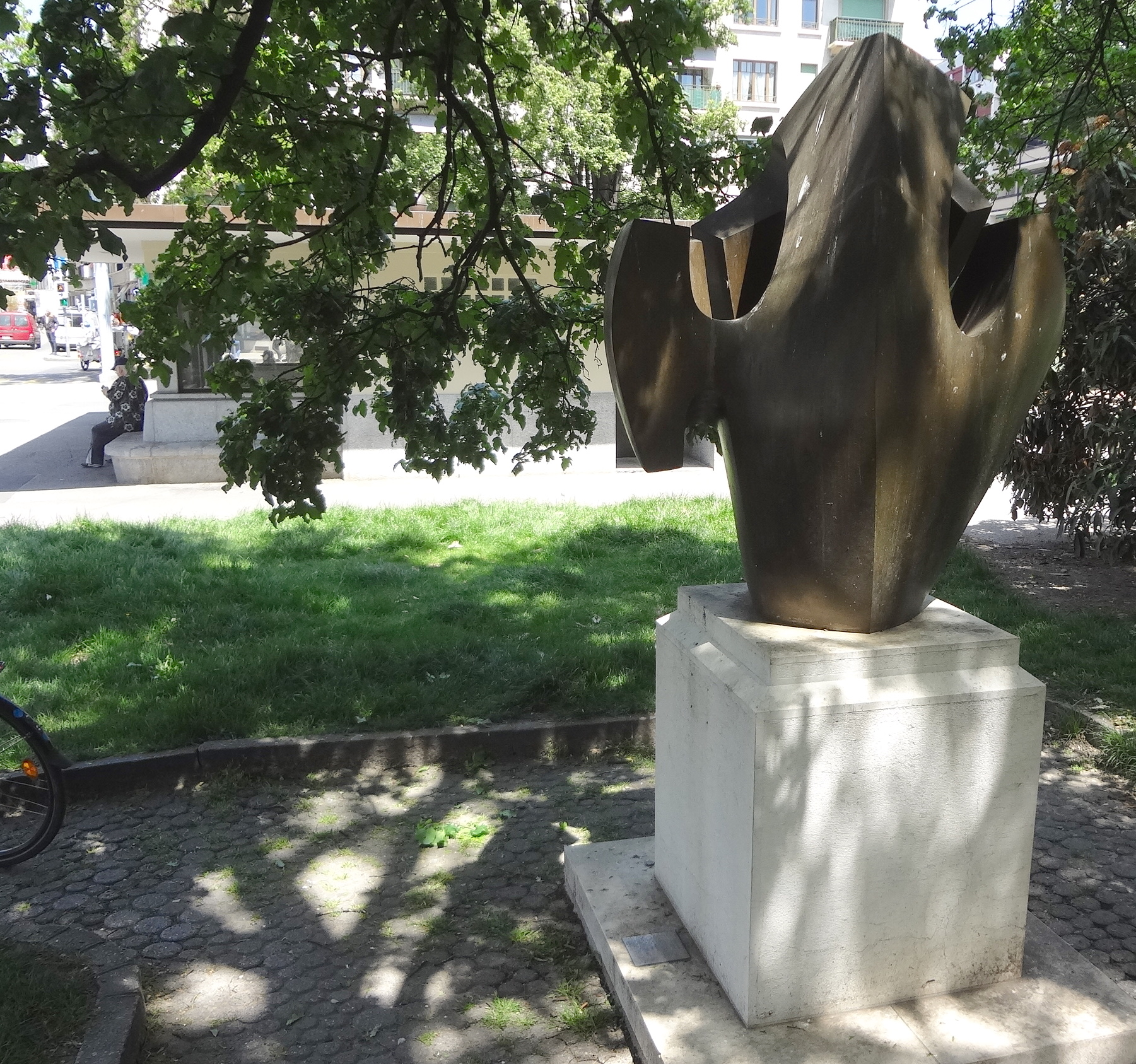
Polarité II
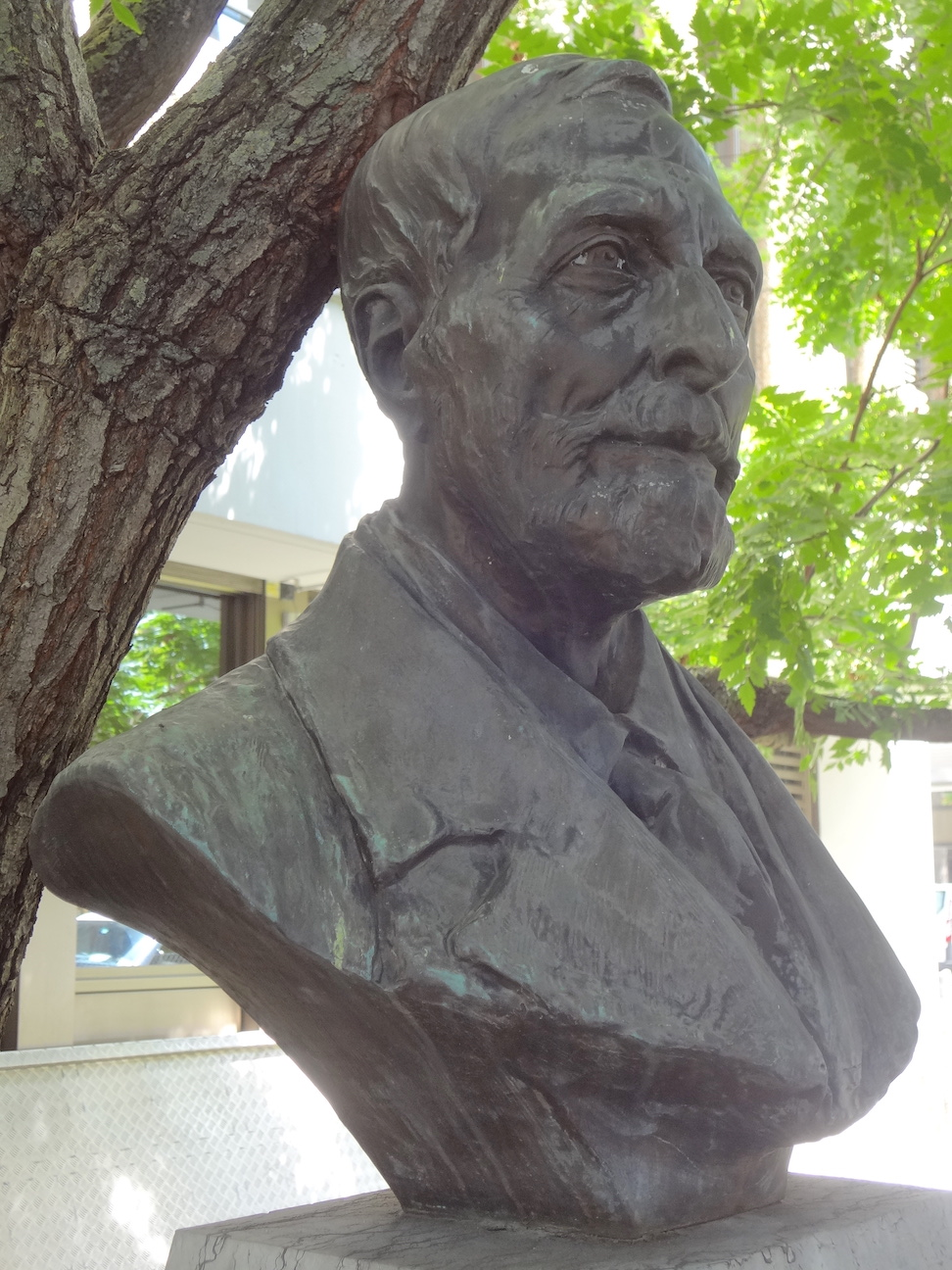
Barthélémy Menn

### Place Claparède 1944
Le kiosque de la place Claparède a été construit par la ville de Genève en 1944 au centre de la place. Il est destiné aux usagers des lignes de tramway nos 1 et 3 à l'époque de la Compagnie genevoise des tramways électriques (CGTE). Il comprend une salle d'attente, des cabines téléphoniques, un kiosque à journaux et des toilettes publiques.
Orienté selon la pente du terrain, il s'ouvre largement vers le haut de la place, avec un large toit plat de béton en porte-à-faux supporté par une ossature légère de métal. Deux parois latérales sont en verre.
Désaffecté, le bâtiment accueille en 2019 une buvette vendant aussi de la restauration simple. L’abri comporte d’anciens bancs en bois. Sur le toit se trouve de la publicité pour « Noël fourreur ».

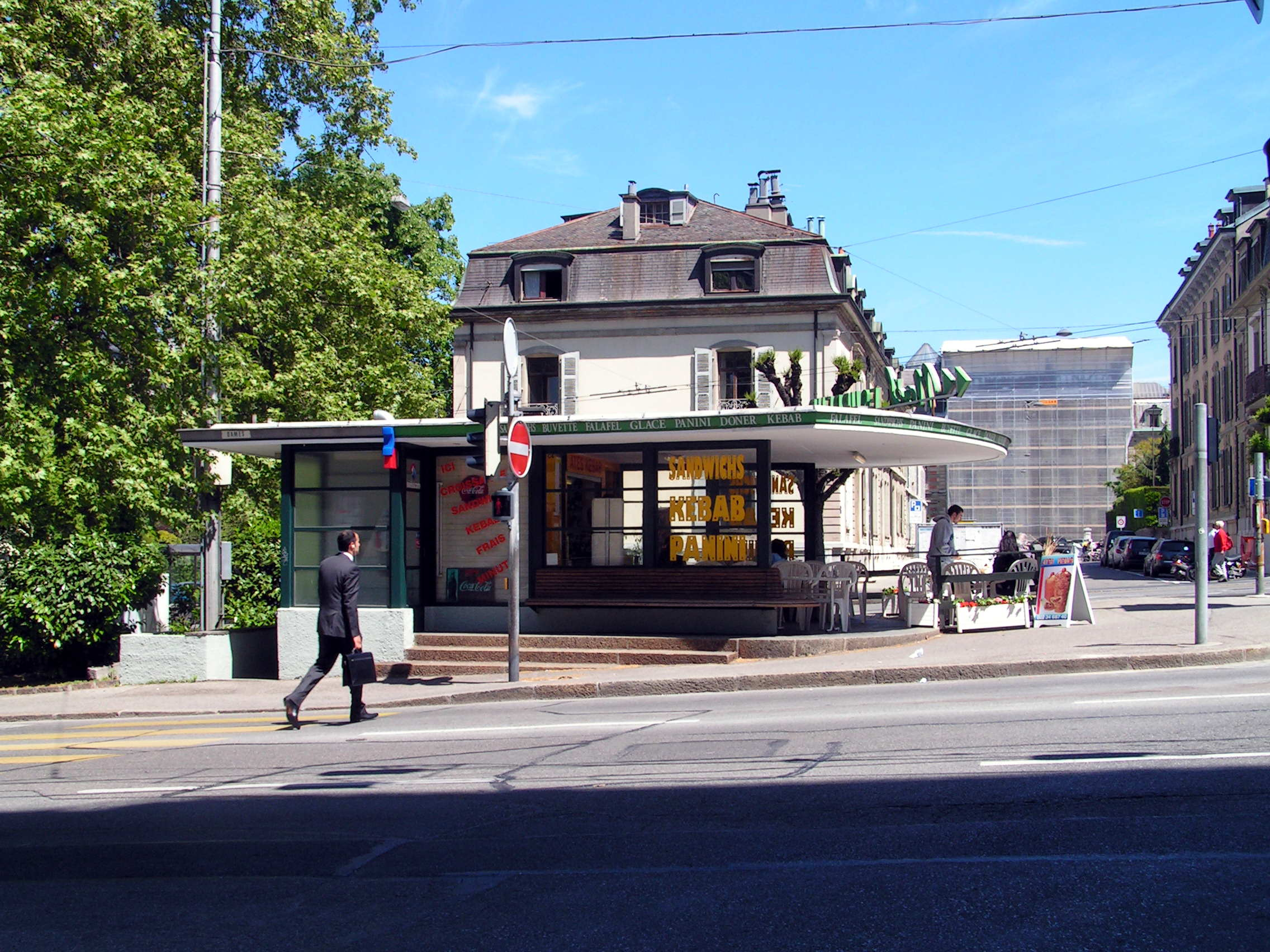
2009
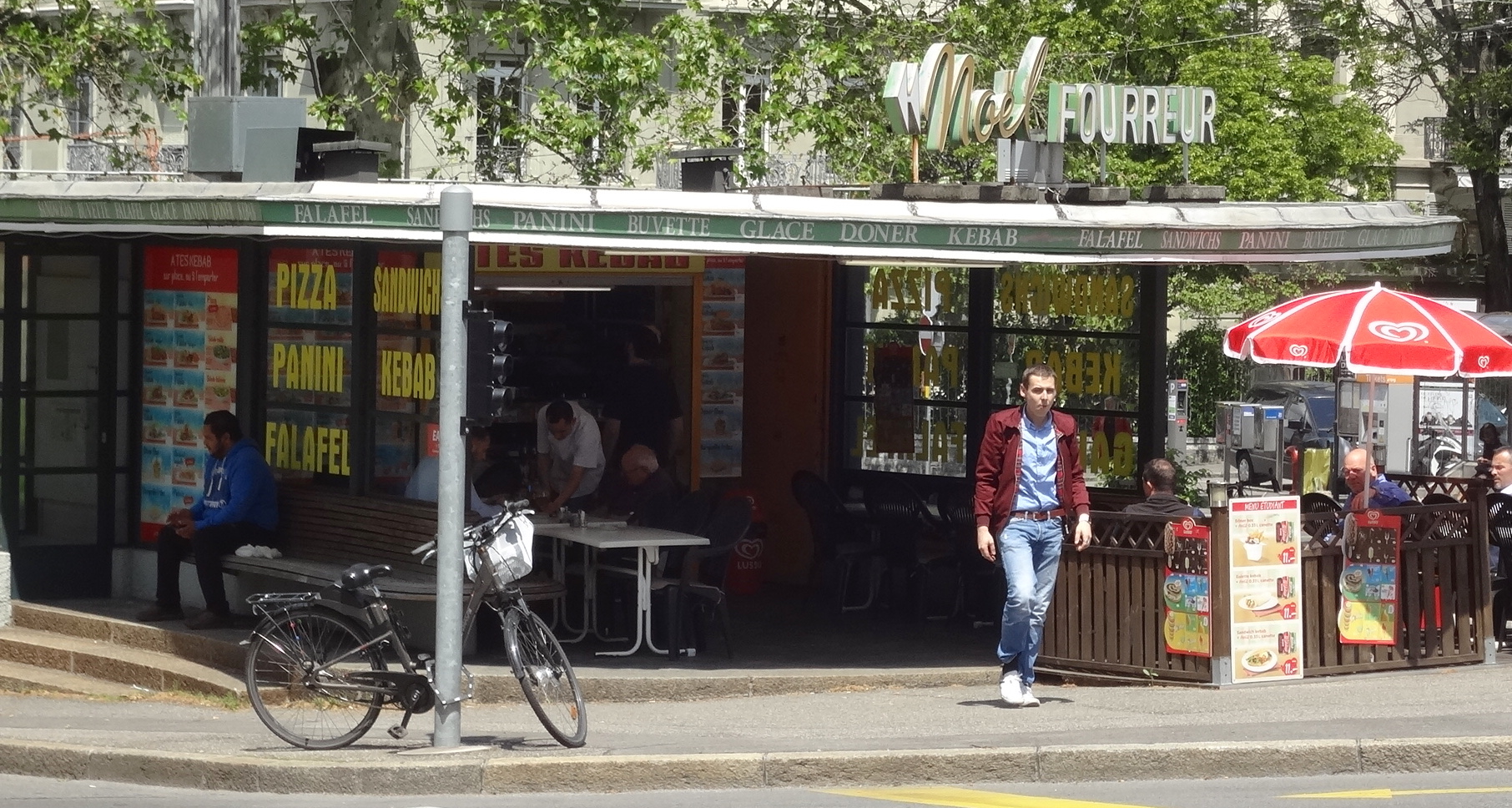
2019

### Place des Nations 1949
Le kiosque de la place des Nations a été construit par la ville de Genève en 1949, en bordure nord-est de la place des Nations. Il est destiné aux usagers des transports en commun de la Compagnie genevoise des tramways électriques (CGTE), à l'époque de sa construction. Il comprend une salle d'attente, une cabine téléphonique et des toilettes publiques. Les toilettes ont été désaffectées.
Afin de le maintenir dans sa fonction d'abribus, il a été déplacé de 15 mètres environ dans le cadre des travaux de réaménagement de la place des Nations en 2004.
Son large toit plat aux contours courbes de béton en porte-à-faux est supporté par deux piliers de béton armé profilés. Les parois latérales sont vitrées. Sa qualité architecturale est qualifiée en 2007 d’« exceptionnelle » par la Commission des monuments, de la nature et des sites (CMNS).
En 2020, l'arrêt de la ligne 8 direction Veyrier se trouve à cet endroit.

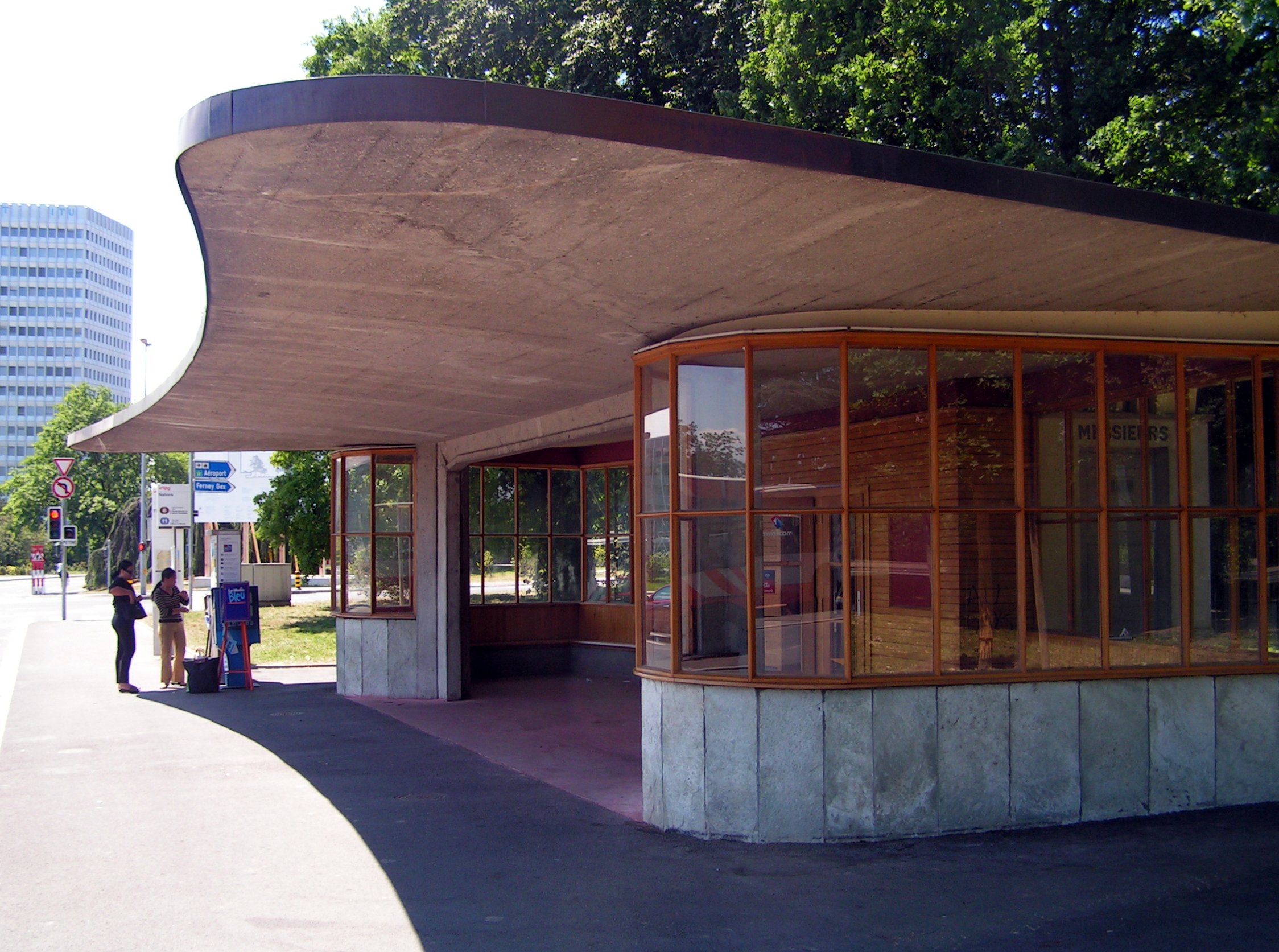
2009
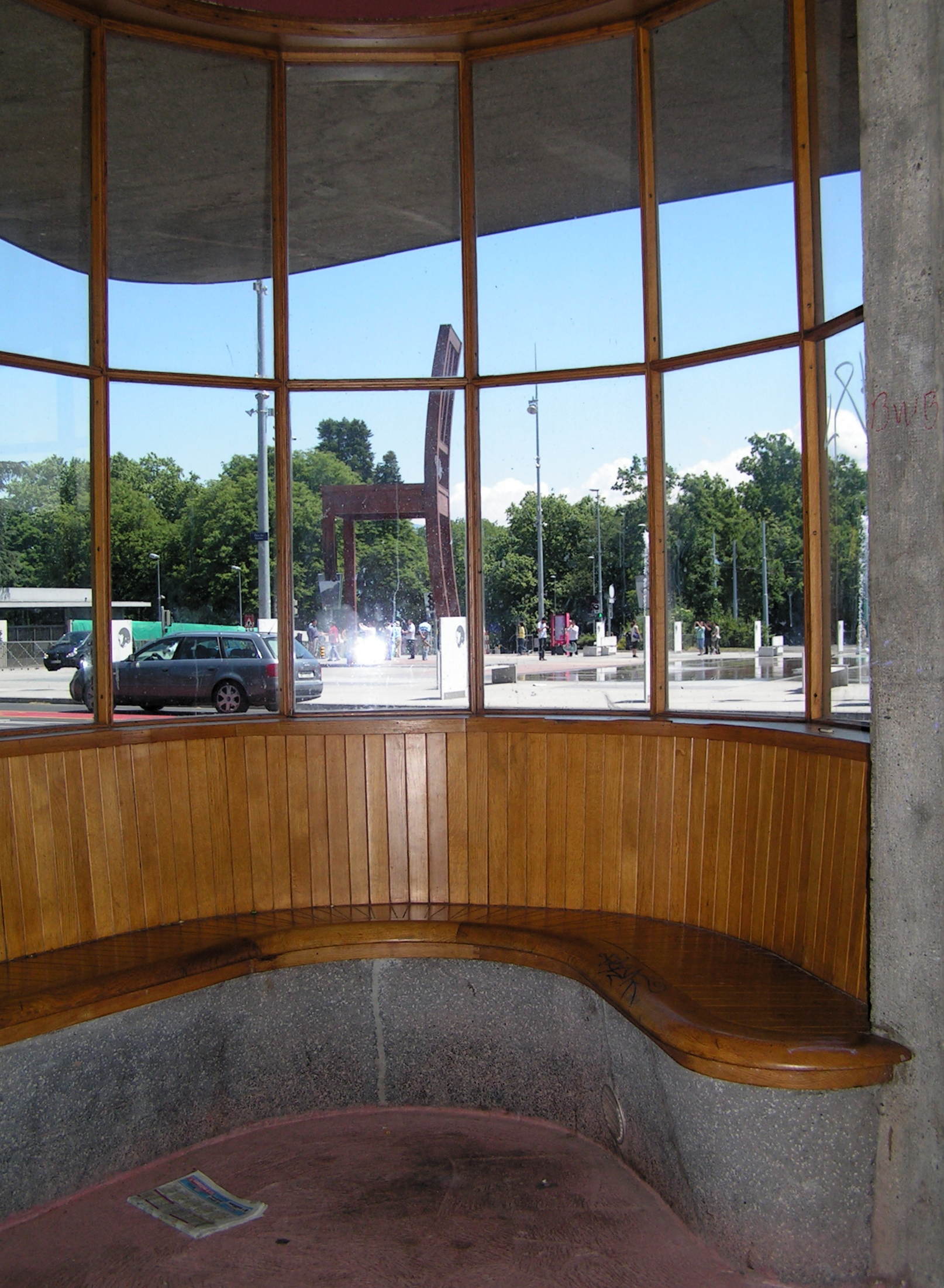
2009
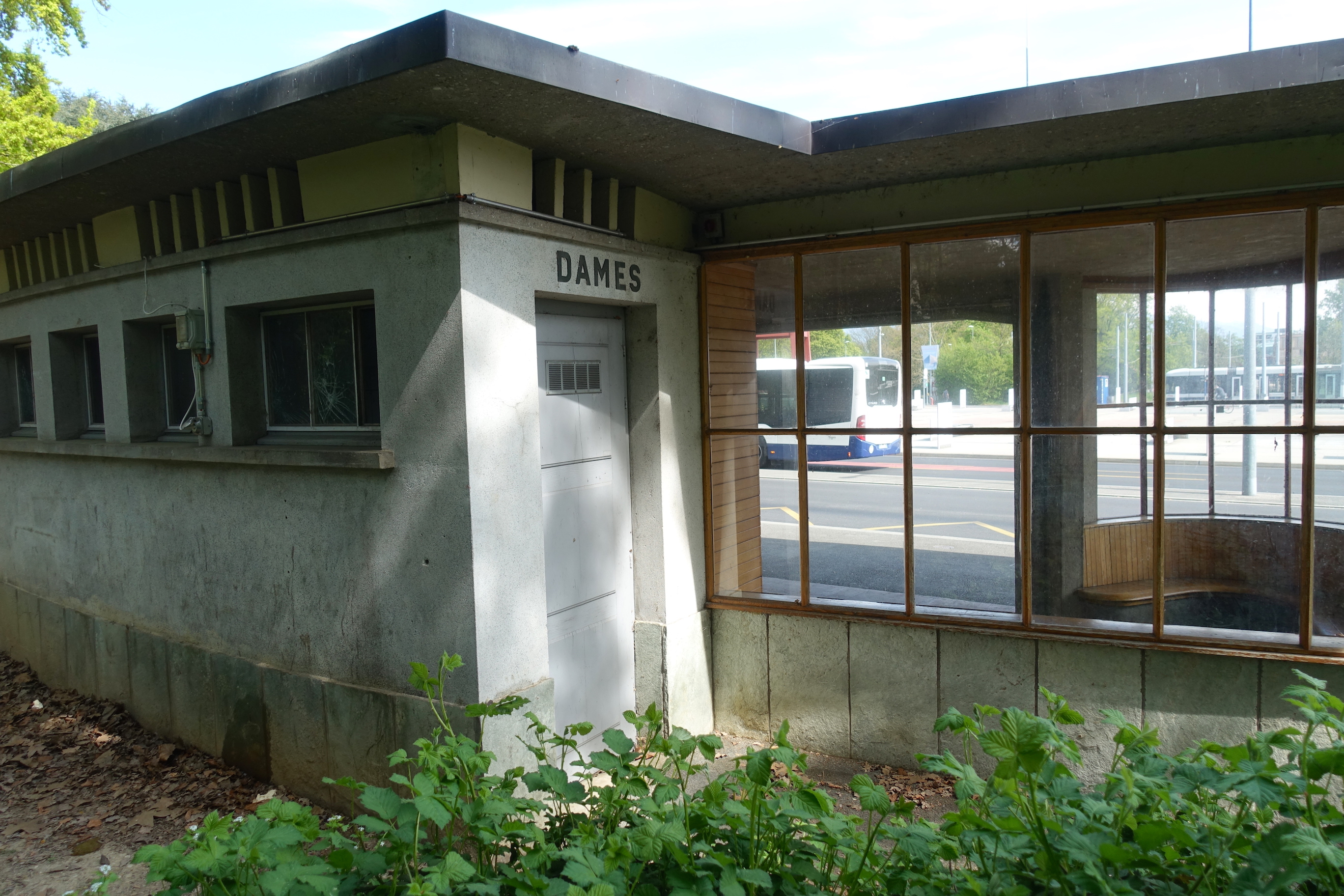
2020

## Kiosques modernes

### Rond-point de Plainpalais 1980
Le rond-point est réaménagé en 1978-1980, pour un coût de 4,8 millions de francs (place et voies routières). L’ancien kiosque de 1928 est détruit et remplacé par deux abris allongés de 25 mètres dans le style « halles de gare 1900 » et un troisième abri plus court. Un kiosque à journaux est intégré, ainsi qu’une salle de repos pour le personnel des TPG et des toilettes publiques,. Un local vitré sur plusieurs côtés est occupé dès 2011 par Zabriskie Point, association pour l'art contemporain. Deux cabines téléphoniques sont intégrées, puis désaffectées.
Quatre statues en bronze de Gérald Ducimetière dit Aldus ont été installées sous les abris et aux abords, au printemps 1982, sous le titre L'alter ego. Iraklion, une sculpture monumentale de Maurice Ruche est aussi installée en 1982. Elle est composée de deux colonnes de 13,56 mètres de haut, pesant chacune 24 tonnes, en béton avec agrégats concassés de marbre de Botticino lié au ciment blanc.
En 2019, les lignes de tramway 12, 15, 17 et 18 passent par ce rond-point.

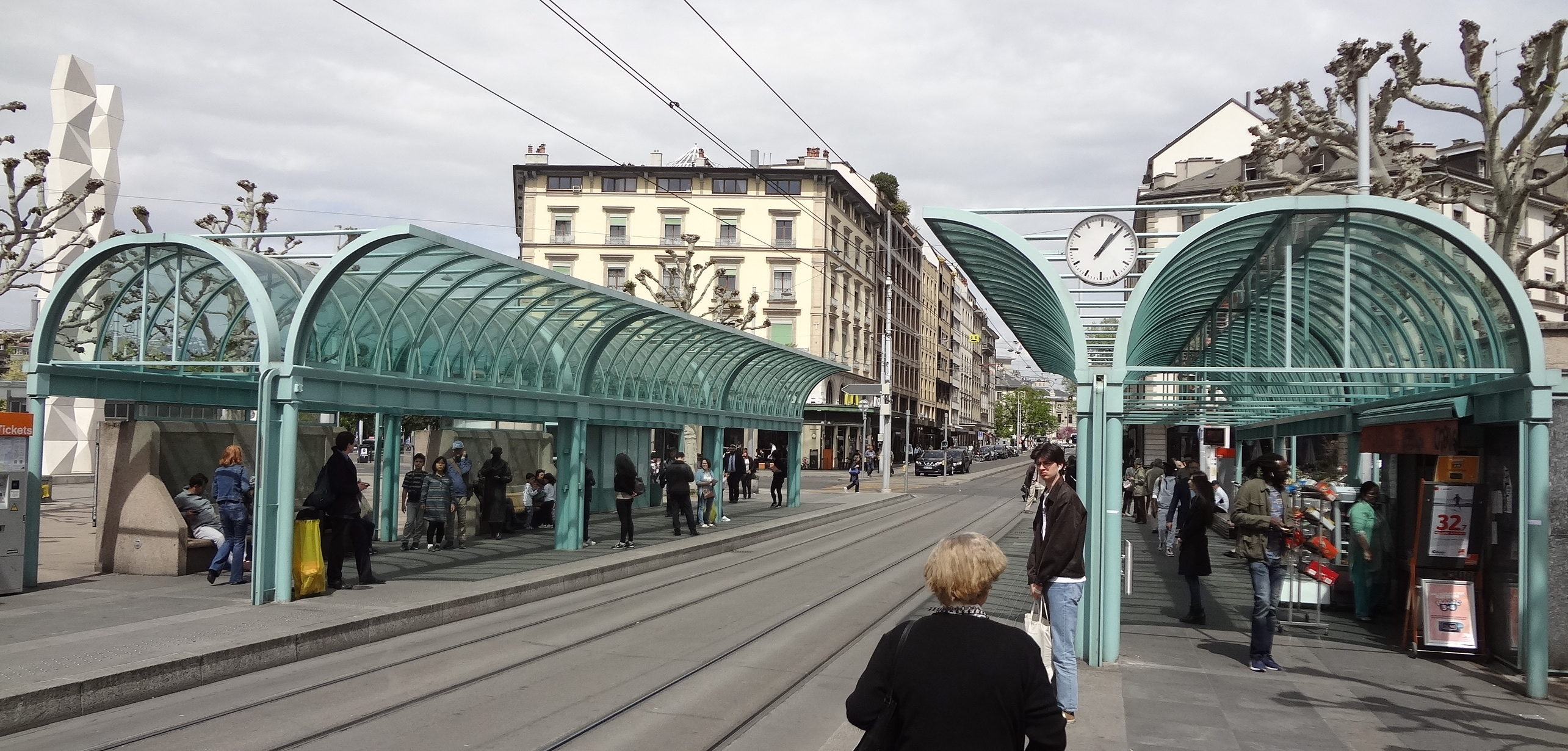
2019
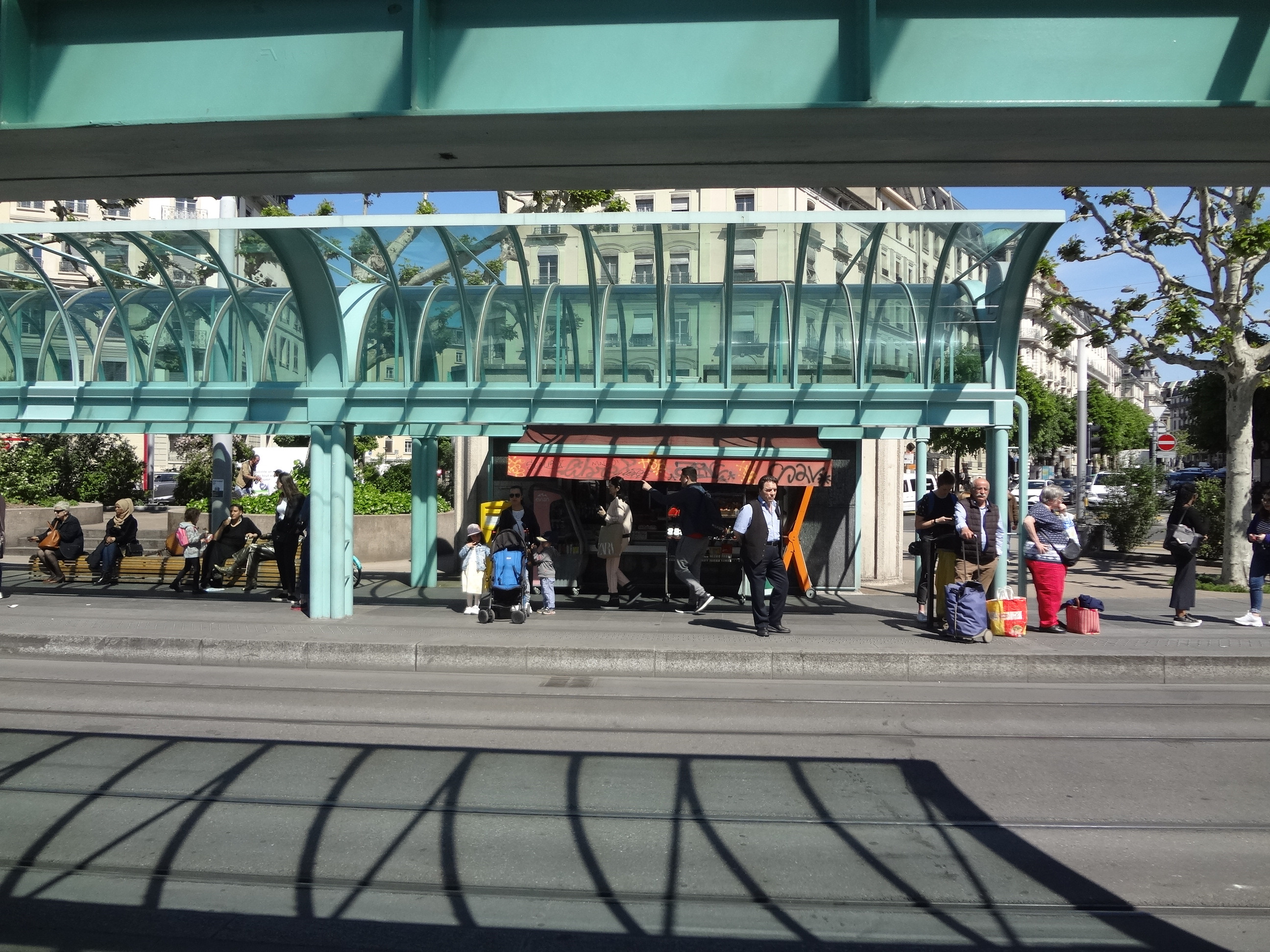
2019
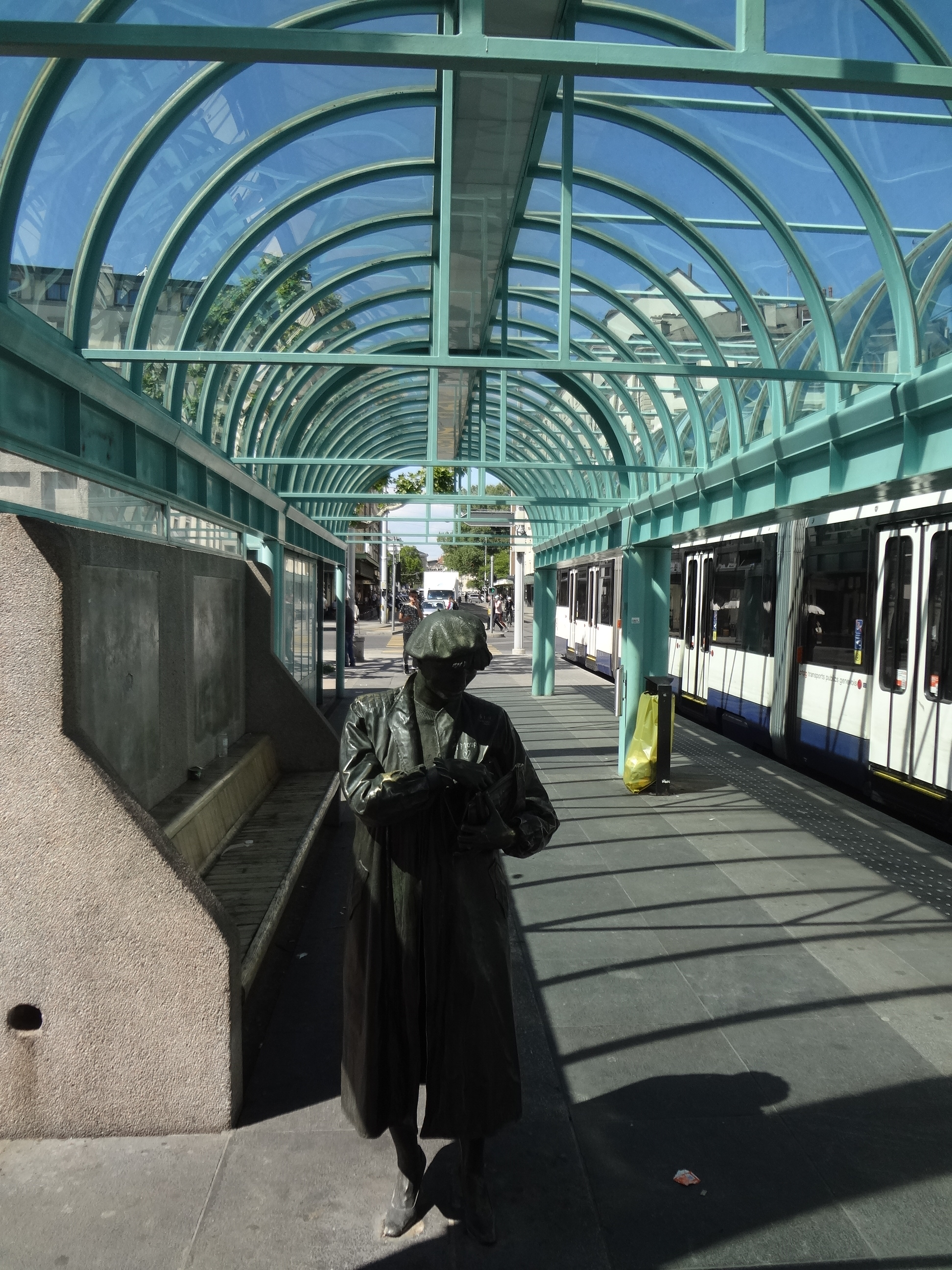
2019
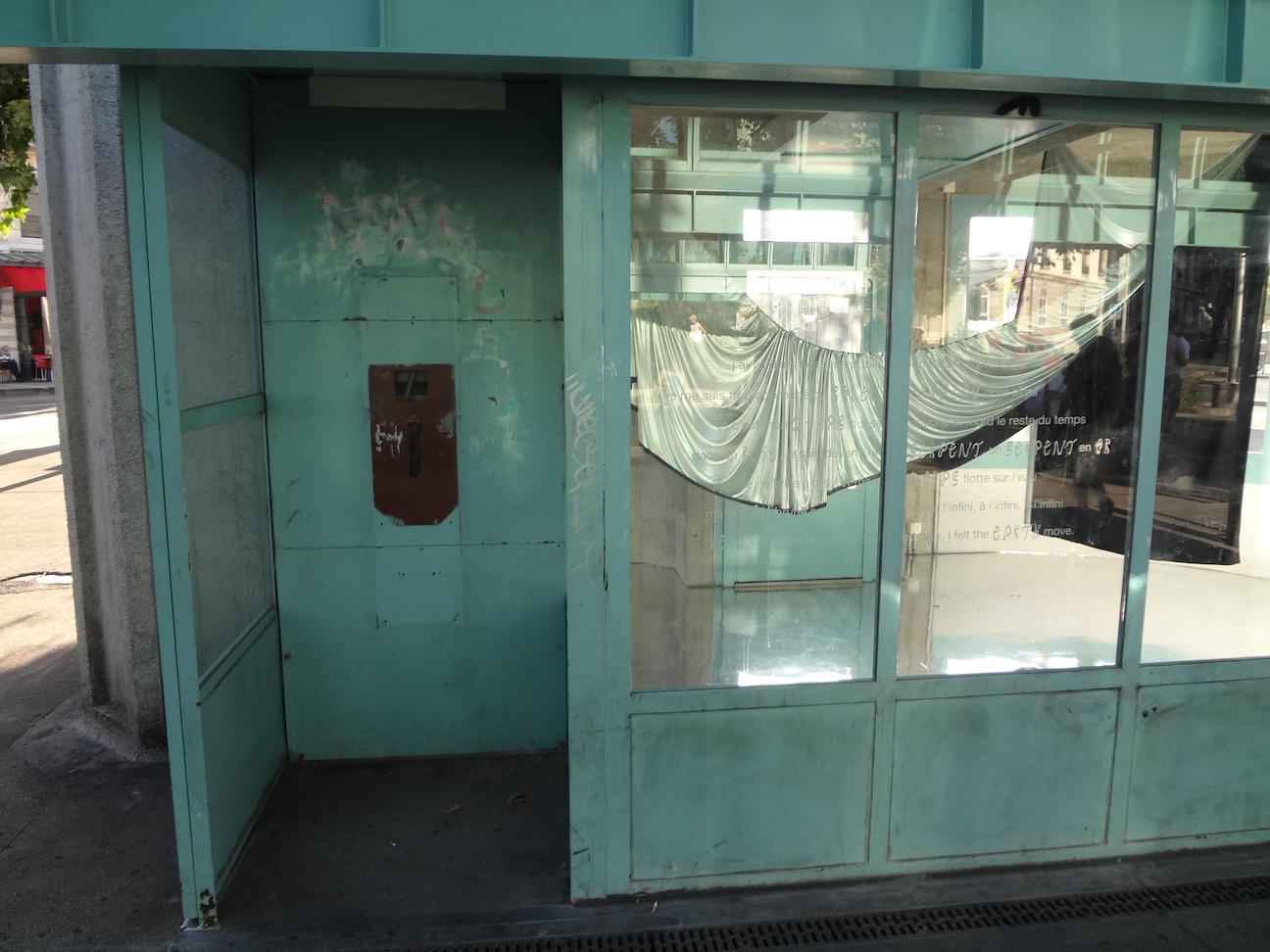
Niche de cabine téléphonique en 2019

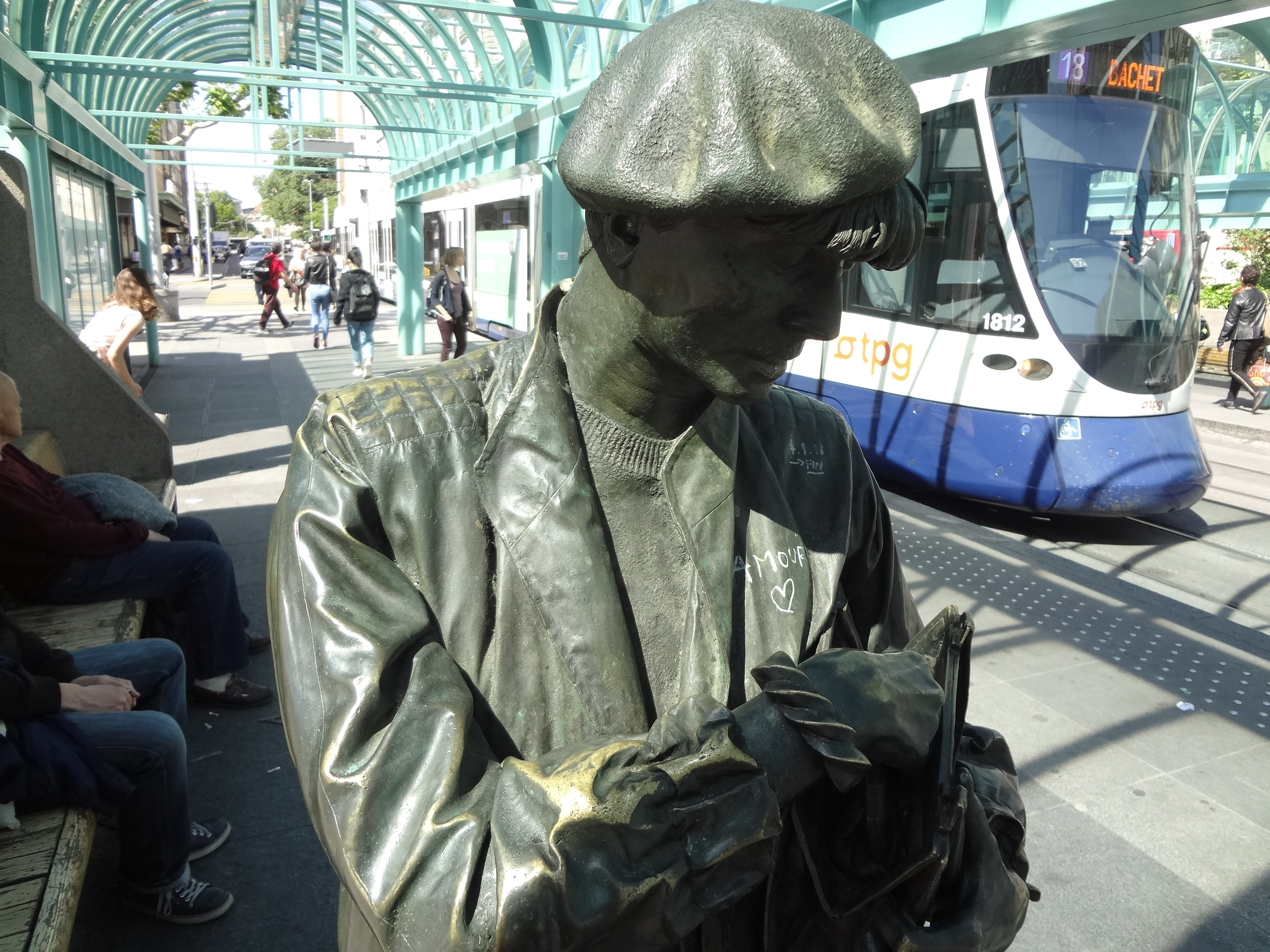
L’alter Ego
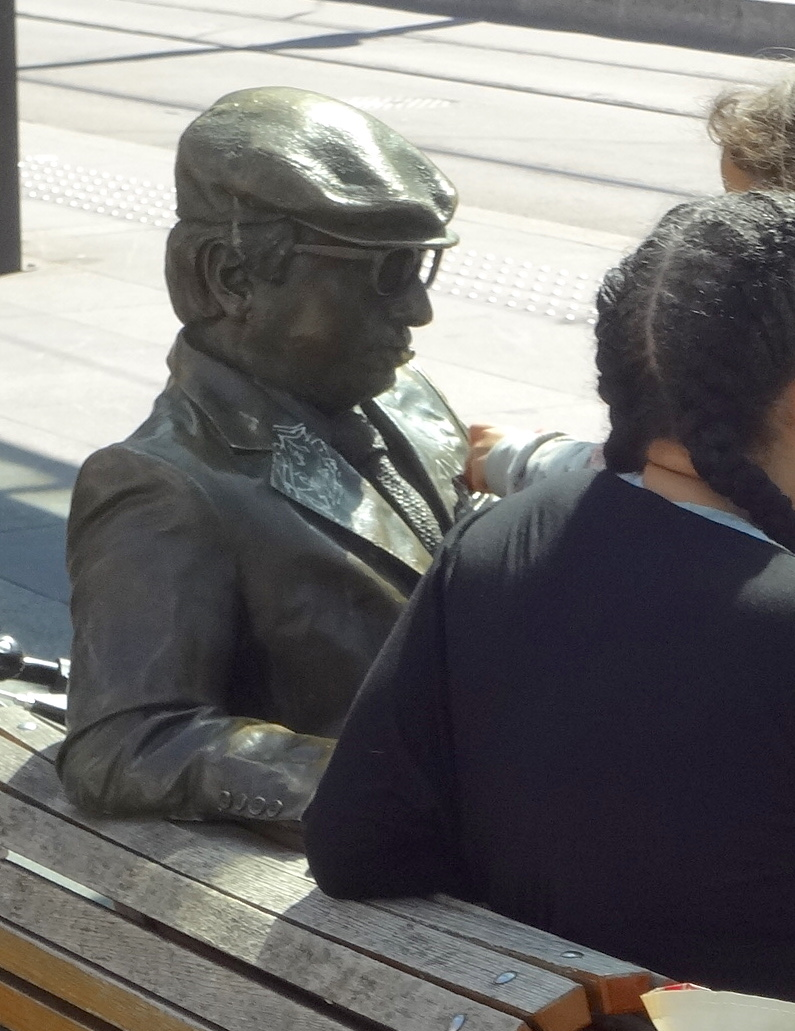
L’alter Ego
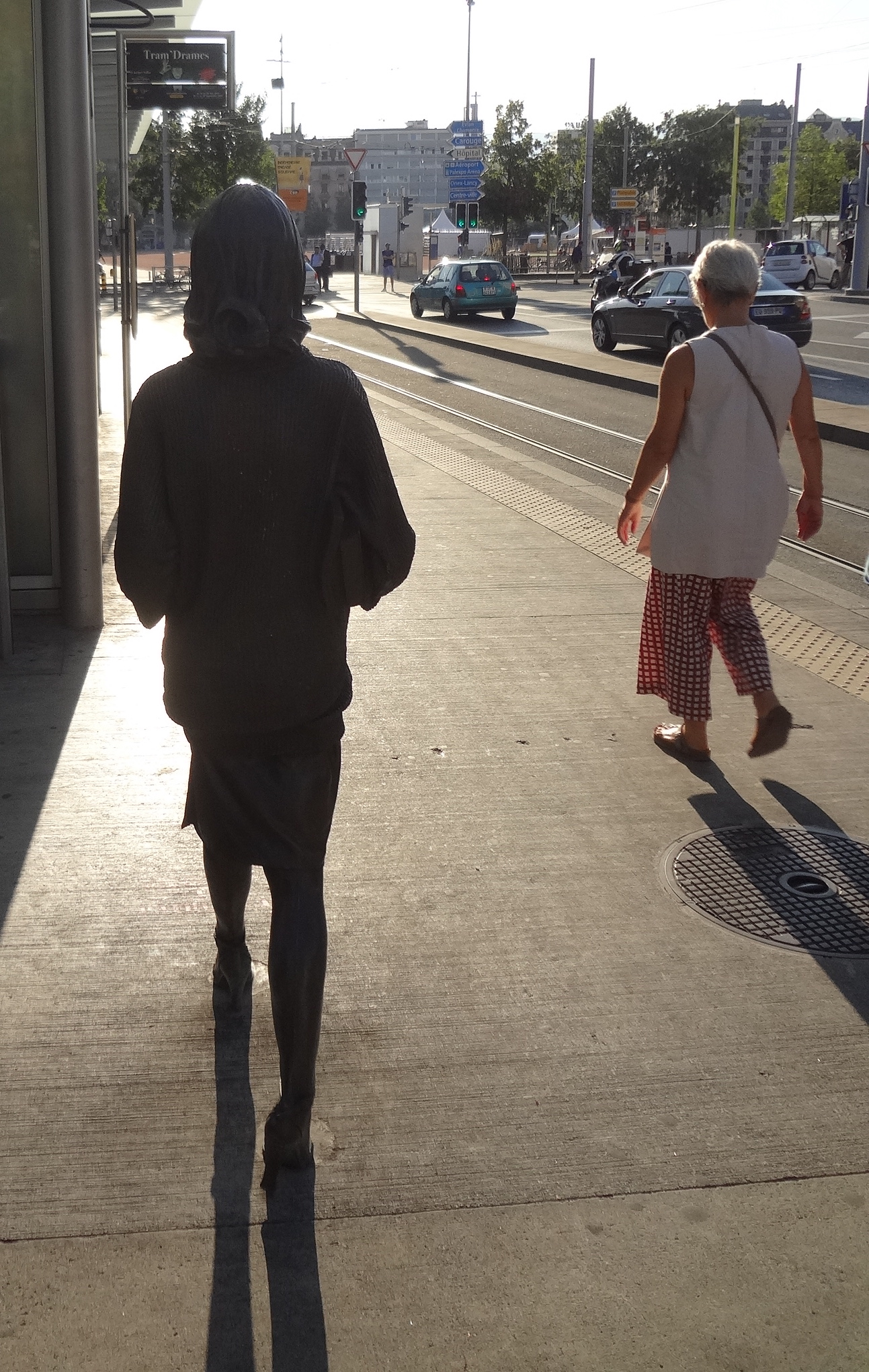
L’alter Ego
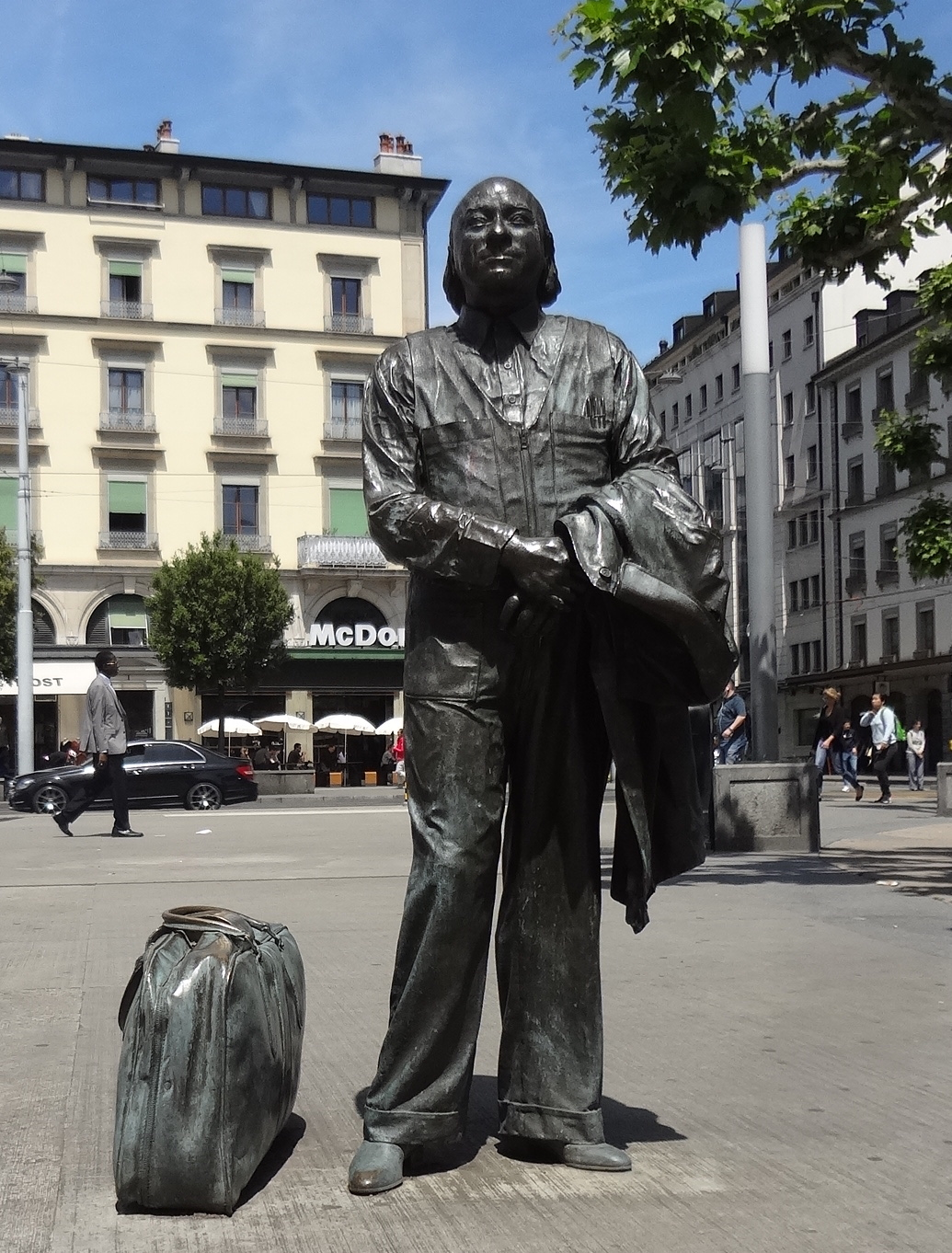
L’alter Ego
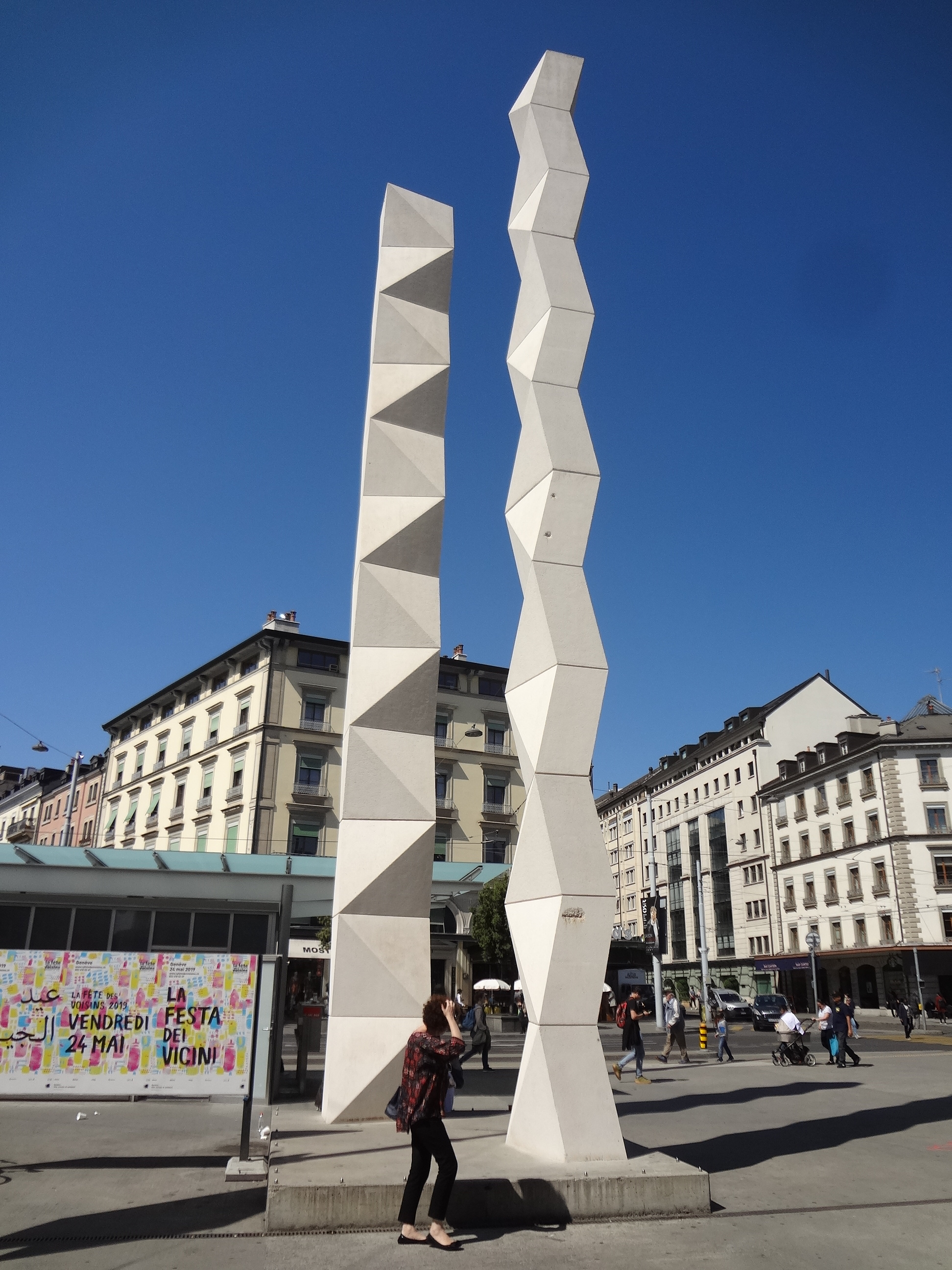
Iraklion